# USS New Jersey (BB-62)
Pour les autres navires du même nom, voir USS New Jersey.
L’USS New Jersey (BB-62), surnommé Big J ou Black Dragon, est un cuirassé de l’United States Navy de classe Iowa. C’est le deuxième bâtiment de la Marine des États-Unis à être nommé en l'honneur de l'État américain du New Jersey. Le New Jersey a gagné plus de Service star pour ses actions au combat que les trois autres cuirassés de classe Iowa achevés, et c'est le seul cuirassé américain à avoir fourni un soutien d'artillerie pendant la guerre du Viêt Nam.
Pendant la Seconde Guerre mondiale, le New Jersey participe aux bombardements sur Guam et Okinawa, et protège les porte-avions qui effectuent des raids sur les îles Marshall. Pendant la guerre de Corée, il est impliqué dans des raids le long des côtes de la Corée du Nord, après quoi il est transféré dans la flotte de réserve de la marine américaine (aussi surnommée mothball fleet). Il est brièvement réactivé, en 1968, et envoyé au Viêt Nam pour soutenir les troupes américaines avant d'être remis en réserve en 1969. Réactivé une nouvelle fois dans les années 1980 dans le cadre de la « Marine de 600 navires », le New Jersey est modernisé afin d’accueillir des missiles AGM-84 Harpoon et BGM-109 Tomahawk et un système Phalanx CIWS. En 1983, il participe aux opérations américaines pendant la guerre du Liban.
Le New Jersey est définitivement désarmé, en 1991, après 21 années passées dans la flotte active. Il a gagné une Navy Unit Commendation pour le service au Viêt Nam et 19 Battle stars et Campaign stars pour les opérations de combat effectuées lors de la Seconde Guerre mondiale, la guerre de Corée, la guerre du Viêt Nam, la guerre civile libanaise, et lors de son déploiement dans le golfe Persique. 
Après un bref séjour dans la flotte de réserve, il est transféré à Camden dans le New Jersey, et commence une nouvelle carrière en tant que navire musée le 15 octobre 2001 au sein du Battleship New Jersey Museum and Memorial.

## Construction

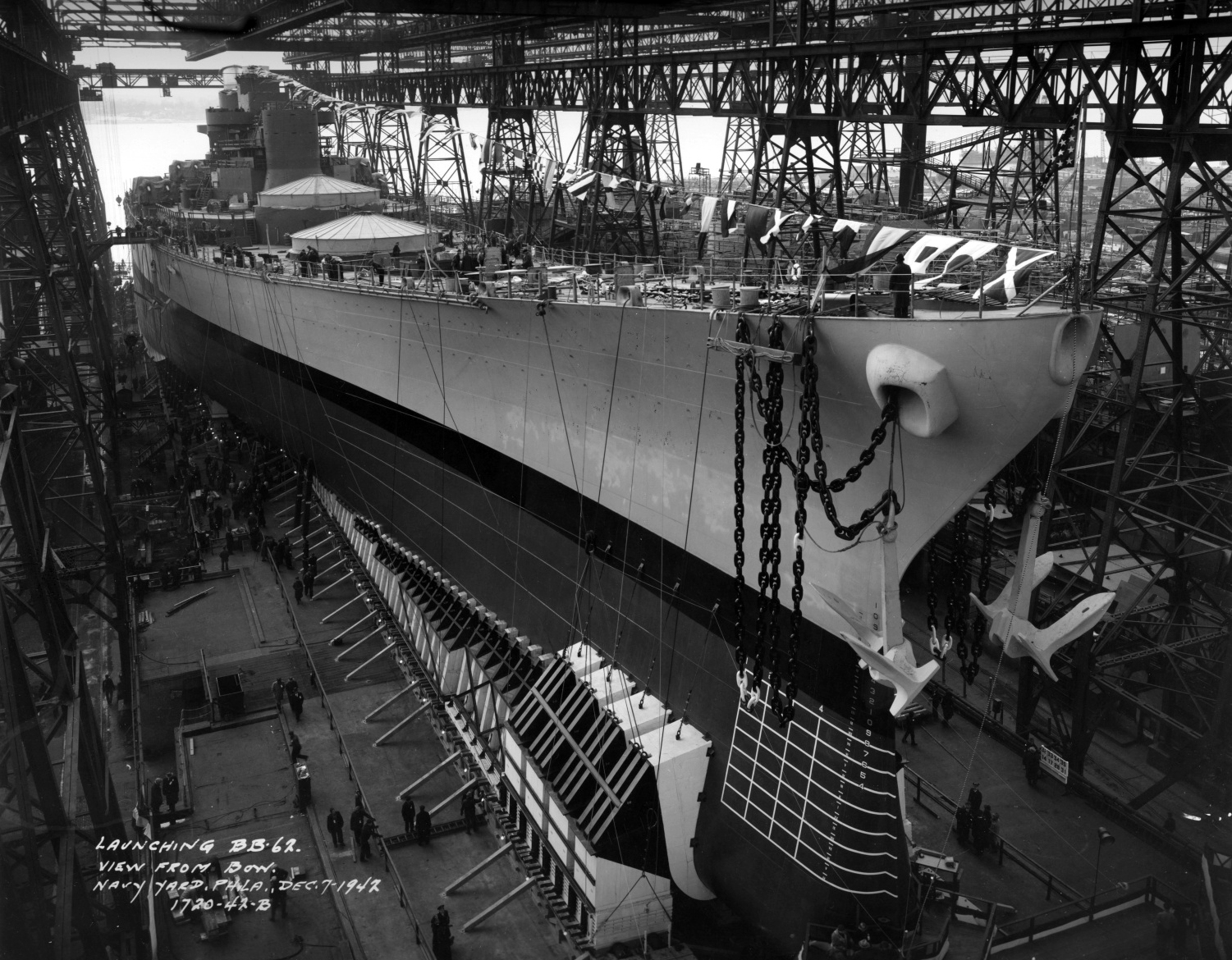
L'USS New Jersey le 7 décembre 1942, peu avant son lancement.

L'USS New Jersey est un cuirassé rapide de classe Iowa dont la conception a commencé, en 1938, au Bureau of Construction and Repair. Il est baptisé lors de son lancement le 12 décembre 1942 par Carolyn Edison, l'épouse du gouverneur du New Jersey, Charles Edison, lui-même ancien secrétaire à la Marine des États-Unis. Mis en service le 23 mai 1943 à Philadelphie sous le commandement du capitaine Carl Frederick Holden (en), le navire est le second de la classe Iowa à être mis en service par la Marine des États-Unis après l’USS Iowa (BB-61),.
Les batteries principales du New Jersey  sont composées de neuf canons de 406 mm/50 calibres Mark 7 disposés sur trois tourelles, et capables de tirer des obus anti-blindages de 2700 livres (1 225 kg) à environ 23 miles (37 km). Ses batteries secondaires se composent de vingt canons de 5 pouces/38 calibres montés en double tourelles, qui peuvent frapper des cibles jusqu'à neuf miles (14 kilomètres) de distance. Avec l'avènement de la puissance aérienne et la nécessité de gagner et de conserver la supériorité aérienne et afin de protéger la flotte de porte-avions alliés, le New Jersey est aussi équipé de canons anti-aériens Oerlikon 20 mm et Bofors 40 mm. Lors de sa première réactivation en 1968, on démonte les canons antiaériens de 20 mm et 40 mm du New Jersey car il doit servir uniquement de navire de bombardement lourd. À sa seconde réactivation en 1982, on retire quatre des doubles canons de 5 pouces/38 calibres. En effet, lors de cette modernisation, le New Jersey est équipé de quatre Phalanx CIWS chargés de la protection contre les missiles et les avions. Il est aussi équipé de huit Armored Box Launcher et huit cellules de lancement conçus pour tirer respectivement des missiles BGM-109 Tomahawk et des missiles AGM-84 Harpoon.
Contrairement aux autres cuirassés de la classe Iowa, le New Jersey est directement nommé par le président Franklin Delano Roosevelt en remboursement d’une dette politique en faveur du gouverneur du New Jersey Charles Edison. En effet, pendant son mandat au département de la Marine, Edison a appuyé la construction des Iowas, dont il voulait aussi que l'un des exemplaires soit construit au Philadelphia Navy Yard, à la faveur de son soutien à Roosevelt en Pennsylvanie et dans le New Jersey pour l'élection présidentielle américaine de 1940.

## Seconde Guerre mondiale

### Au service de la Cinquième flotte des États-Unis

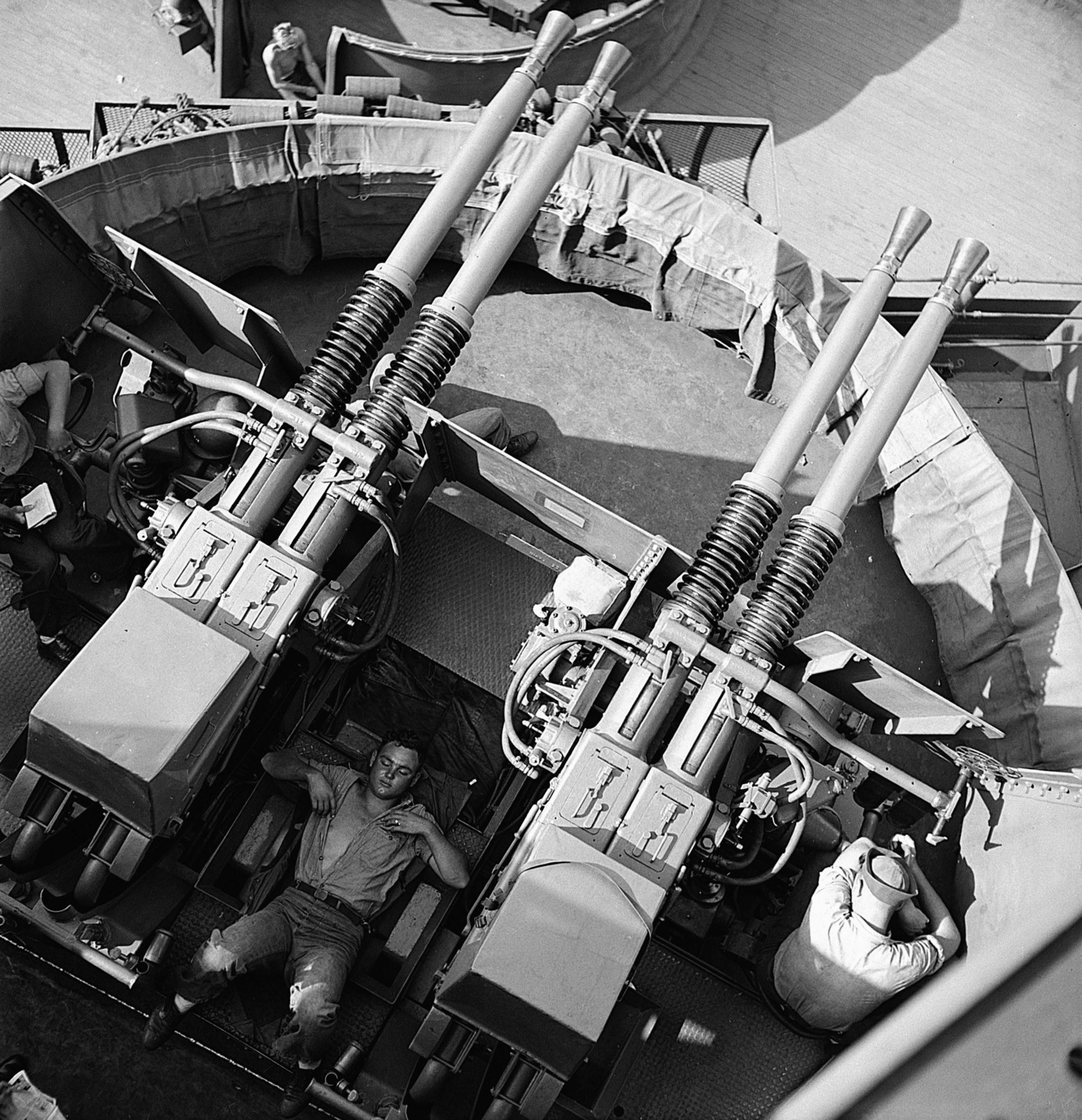
L'un des double canons anti-aérien de 40 mm de l'USS New Jersey.

Le New Jersey termine les derniers aménagements et la formation de son équipage sur le trajet du Pacifique dans l'Atlantique ouest et la mer des Caraïbes. Le 7 janvier 1944, il passe le canal de Panama à destination de Funafuti dans les Tuvalu. Intégré le 22 janvier à la Cinquième flotte des États-Unis, il a rendez-vous trois jours plus tard avec la Task Force 38 pour l'assaut sur les îles Marshall. Le New Jersey est chargé de protéger les porte-avions contre les attaques japonaises alors que les avions de la Task Force attaquent Kwajalein et Eniwetok entre le 29 janvier et le 2 février, mais aussi de soutenir le débarquement des troupes le 31 janvier.
Le New Jersey devient navire amiral de l’amiral Raymond Spruance, commandant de la 5e Flotte, le 4 février à Majuro Lagoon. Sa première action dans cette fonction est l'opération Hailstone, une attaque aéronavale massive lancée les 17 et 18 février 1944, contre la base aéronavale japonaise de Truk dans les Îles Carolines. Cette attaque est coordonnée avec l'assaut de Kwajalein, afin d’interdire les représailles navales japonaises lors de la conquête des Marshalls. Les 17 et 18 février, la Task Force trouve sur place deux croiseurs légers japonais, quatre destroyers, trois croiseurs auxiliaires, deux ravitailleurs de sous-marins, deux chasseurs de sous-marins, un chalutier armé, un transport d'avions et 23 autres auxiliaires, sans compter les petites embarcations. Le New Jersey détruit le chalutier et, avec d'autres navires, coule le destroyer Maikaze. Le New Jersey fait également feu sur un avion ennemi qui attaque la formation. La Task Force retourne aux Marshalls le 19 février.
Entre le 17 mars et 10 avril, le New Jersey navigue avec l’USS Lexington (CV-16), navire amiral du contre-amiral Marc Mitscher, afin de participer au bombardement aérien et de surface de l'atoll Mili, puis il rejoint le Task Group 58.2 pour des frappes contre les Palaos et Woleai. À son retour à Majuro, l'amiral Spruance transfère son drapeau sur l’USS Indianapolis (CA-35).
La campagne suivante menée par le New Jersey  entre le 13 avril et le 4 mai 1944, commence et se termine à Majuro. Il est chargé de protéger les porte-avions qui effectuent un appui aérien à l'invasion d'Aitape, de la baie Tanahmerah et de la baie Yos Sudarso en Nouvelle-Guinée, le 22 avril. Il participe ensuite au bombardement des installations navales à Truk le 29 avril et le 30 avril. Lors de cette opération, le New Jersey et sa formation abattent deux Bombardier-torpilleurs ennemis. Ses canons de 16 pouces pilonnent Pohnpei le 1er mai et détruisent des réservoirs de carburant ainsi que les structures de commandement et endommagent gravement le terrain d’aviation.
Après les répétitions dans les Marshalls pour l'invasion des Mariannes, le New Jersey prend la mer le 6 juin intégré à la Task Force de l'amiral Mitscher afin de protéger le groupe et participer aux bombardements. Le 12 juin, deuxième jour des frappes aériennes précédant l'invasion, le New Jersey abat un bombardier torpilleur ennemi et, pendant les deux jours suivant, ses canons lourds frappent Saipan et Tinian afin de préparer le débarquement des marines qui a lieu le 15 juin.
En réponse aux opérations américaines dans les Mariannes, le commandement japonais donne l'ordre à sa flotte, d'attaquer et d'anéantir la force d'invasion américaine. Les sous-marins américains pistent la flotte japonaise jusqu’à la mer des Philippines où les forces de l’amiral Spruance et de l'amiral Mitscher décident de passer à l'attaque. Le 19 juin 1944, le New Jersey se positionne pour faire écran autour des porte-avions alors que les pilotes américains et japonais s'affrontent dans la bataille de la mer des Philippines. Ce jour-là et le suivant, le Japon perd la quasi-totalité de son aéronautique navale et un tiers des porte-avions engagés. Les Japonais perdent plus de 400 avions dans ce désastre que les Américains surnomment The Great Marianas Turkey Shoot (le grand tir aux pigeons des Mariannes). À cette perte irremplaçable de pilotes confirmés, s'ajoute le naufrage des porte-avions japonais Taiho et Shōkaku coulés respectivement par les sous-marins USS Albacore (SS-218) et USS Cavalla (SS-244) et la perte du Hiyō causée par les avions lancés à partir du porte-avions léger USS Belleau Wood (CVL-24). En plus de ces pertes, les forces alliées endommagent aussi deux autres porte-avions japonais et un cuirassé. Le barrage anti-aérien du New Jersey et des autres navires s’est avéré pratiquement impénétrable ; seuls deux navires américains sont légèrement endommagés et 17 avions descendus pendant la bataille.

### Au service de la Troisième flotte des États-Unis

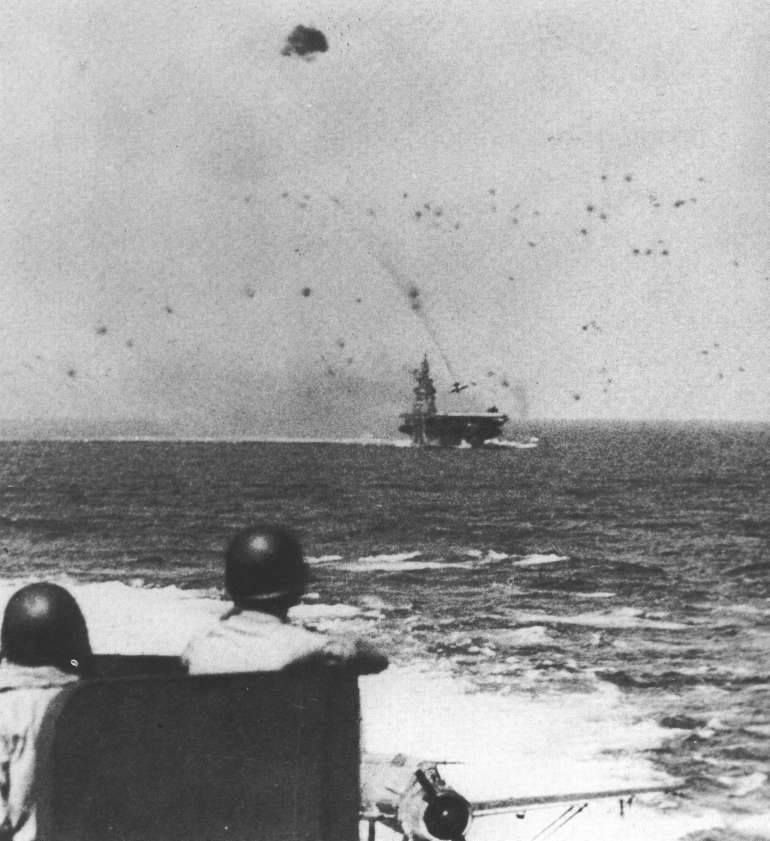
Un marin affecté à l'un des canons anti-aériens du New Jersey  face à un pilote kamikaze japonais qui se prépare à frapper l’.

La contribution finale du New Jersey  à la conquête des Mariannes est une attaque sur Guam et Palaus. Il prend ensuite la route de la base navale de Pearl Harbor où il arrive le 9 août. Le 24 août, il est choisi pour être le navire amiral de la Troisième flotte des États-Unis et de l'amiral William F. Halsey. Le New Jersey quitte Pearl Harbor le 30 août et rejoint sa future base à Ulithi. Cette base est, durant les huit mois suivants, le point d’appui à ses opérations de soutien aux forces alliées opérant aux Philippines. Durant cette phase de la guerre du Pacifique, la Task Force 38 parcourt les eaux des Philippines, d'Okinawa et de Formose, multipliant les attaques sur les aérodromes, les bases terrestres et navales à la reconquête des îles du Pacifique. En septembre, les cibles sont les Visayas et le sud des Philippines, puis Manille et Cavite, Panay, Negros, Leyte et Cebu. Au début d'octobre, les raids sont chargés de détruire la puissance aérienne de l'ennemi sur les bases d'Okinawa et de Formose afin de préparer les débarquements de Leyte du 20 octobre 1944.
La Bataille du golfe de Leyte est la dernière grande sortie de la Marine impériale japonaise. Son plan pour cette opération comprend une feinte menée par la Force mobile de l'amiral Jisaburō Ozawa. Elle doit attirer les forces de l'amiral Halsey chargées de protéger les débarquements avec les porte-avions américains vers le nord, permettant ainsi à deux groupes de cuirassés et de croiseurs (Japanese Center Force) d'entrer dans le golfe par le détroit de San-Bernardino afin de frapper les transports et les appuis américains privés de couverture aéronavale. Seulement la force d'attaque principale est repérée avant celle de diversion. Au début de la bataille, les avions lancés depuis les porte-avions de la Task Force 38 protégés par le New Jersey, frappent simultanément les Japanese Southern Force et Japanese Center Force et coulent un cuirassé le 23 octobre. Le lendemain, Halsey, à bord du New Jersey, part à la poursuite des forces de l'amiral Ozawa finalement repérées au nord. Les avions coulent quatre porte-avions japonais, ainsi qu’un destroyer et un croiseur. Le New Jersey file alors à toute vapeur en direction du sud pour répondre à la menace de la Japanese Center Force qu'Halsey pensait hors de combat. Le New Jersey arrive peu après que les forces américaines aient retourné la situation à leur avantage lors de la bataille de Samar, une partie de la bataille du golfe de Leyte.
Le New Jersey rejoint la Task Force 38 près de San Bernardino le 27 octobre 1944 pour participer aux frappes sur le centre et le sud de Luçon. Deux jours plus tard, la force subit des attaques kamikazes. Dans le déluge de feu anti-aérien, le New Jersey abat un avion, mais le pilote manœuvre pour s'écraser sur un des canons de l'USS Intrepid (CV-11), tuant 10 hommes et en blessant six, tandis que les tirs de mitrailleuse de l'USS Intrepid blessent trois marins du New Jersey. Lors d'une action similaire le 25 novembre, trois avions japonais sont abattus et l'un d'eux s'écrase en flammes sur le pont d'envol de l'USS Hancock (CV-19). L' Intrepid est à nouveau attaqué ; il abat un avion kamikaze, mais il est touché par un autre en dépit des coups au but sur ce dernier par les artilleurs du New Jersey. Ce dernier abat encore un avion piquant sur l'USS Cabot (CVL-28) et touche un autre avion qui percute le Cabot  sur le bâbord avant.

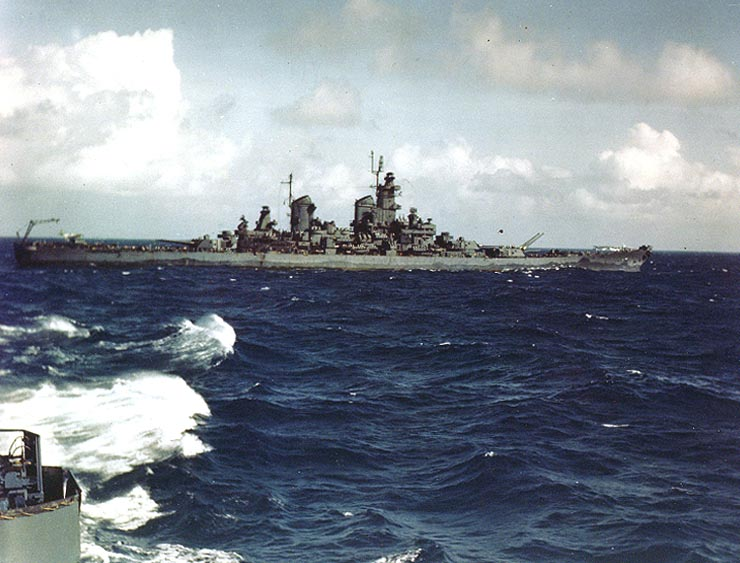
L'USS New Jersey dans la flotte du Pacifique durant la Seconde Guerre mondiale.

Le 18 décembre 1944, le Typhon Cobra prend par surprise les navires de Task Force 38 alors que la flotte de sept porte-avions lourds, six porte-avions légers, huit cuirassés, 15 croiseurs, et environ 50 destroyers, opère un ravitaillement en pleine mer à environ 300 miles (500 km) à l'est de Luçon dans la mer des Philippines. La flotte sort de trois jours d’opération contre les aérodromes japonais, en soutien aux opérations amphibies contre Mindoro dans les Philippines. La Task Force a rendez-vous avec le capitaine Jasper T. Acuff et son groupe de ravitaillement le 17 décembre avec l'intention de faire le plein de tous les navires du groupe et de remplacer les avions perdus. Bien que chacun des principaux bâtiments de la 3e flotte dispose d’un météorologue à bord, notamment le New Jersey avec le commandant GF Kosco, diplômé en Sciences de l'atmosphère au Massachusetts Institute of Technology et qui a également étudié les ouragans dans les Caraïbes, personne n’a été en mesure d’alerter la flotte de l’approche imminente du typhon. Le 18 décembre, le violent typhon atteint la flotte alors que beaucoup de navires sont en plein ravitaillement de carburant. La plupart des navires se sont retrouvés au cœur de la tempête, ballottée par une mer extrême et des vents violents. Trois destroyers, l'USS Hull (DD-350), l'USS Monaghan (DD-354) et l'USS Spence (DD-512) ont chaviré et coulé, tandis qu'un croiseur, cinq porte-avions, et trois destroyers ont subi de graves dommages. Environ 790 officiers et hommes ont été perdus en mers ou tués, alors que l'on compte plus de 80 blessés. Des incendies ont éclaté sur trois porte-avions à la suite du détachement des avions dans leurs hangars, et quelque 146 avions sur les différents navires ont été perdus ou endommagés par les incendies, les chocs, ou sont tombés par-dessus bord. Comme les autres cuirassés de la TF 38, le New Jersey a traversé la tempête sans trop de dégâts. Il revient à Ulithi le jour du réveillon de Noël accueilli par l'amiral Nimitz.

### Au service de laBattleship Division Seven
Le New Jersey sert du 30 décembre 1944 au 25 janvier 1945 pour sa dernière croisière comme vaisseau amiral de l'amiral Halsey. Il est chargé de la protection des porte-avions dans leurs frappes contre Formose, Okinawa, et Luçon, puis le long de la côte de l'Indochine, Hong Kong, Shantou et Xiamen, et de nouveau contre Formose et Okinawa. De retour a Ulithi le 27 janvier, il est deux jours plus tard mis au service du contre-amiral Oscar C. Badger II commandant de la Battleship Division 7 (BatDiv (en)). À l'appui de l'assaut sur Iwo Jima entre les 19 et 21 février, le New Jersey est chargé de la protection du groupe naval de l'USS Essex (CV-9) ; ainsi que lors du premier grand raid contre Tokyo le 25 février, qui vise spécifiquement les unités de production d’avions et les deux jours suivants contre Okinawa.
Le New Jersey est directement engagé dans la conquête d'Okinawa du 14 mars jusqu'au 16 avril. Alors que les porte-avions préparent l'invasion en menant des frappes sur Okinawa et Honshū, le New Jersey est chargé de repousser les attaques aériennes et kamikazes. Il abat au moins trois kamikazes et participe à la destruction des autres. Il utilise aussi ses hydravions pour sauver des pilotes abattus. Le 24 mars 1945, il effectue des bombardements intenses contre Okinawa afin de préparer les plages du débarquement pour l'assaut qui doit être conduit la semaine suivante.
Lors des derniers mois de la guerre, le New Jersey subit une révision au chantier naval de Puget Sound qu'il quitte le 4 juillet pour San Pedro, puis fait escale à Pearl Harbor et à Eniwetok avant d'arriver à Guam. Là, le 14 août, il redevient le navire amiral de l'amiral Spruance et de la 5e flotte. Il effectue de brèves escales à Manille et à Okinawa avant son arrivée dans la baie de Tokyo, le 17 septembre où il sert aussi de navire amiral aux commandants successifs des forces navales dans les eaux japonaises jusqu'au 28 janvier 1946 quand il est relevé par l'USS Iowa (BB-61). Dans le cadre de l’opération Magic Carpet, le New Jersey ramène près d'un millier de soldats chez eux. Il arrive à San Francisco le 10 février 1946.

### L'après guerre (1946-1950)

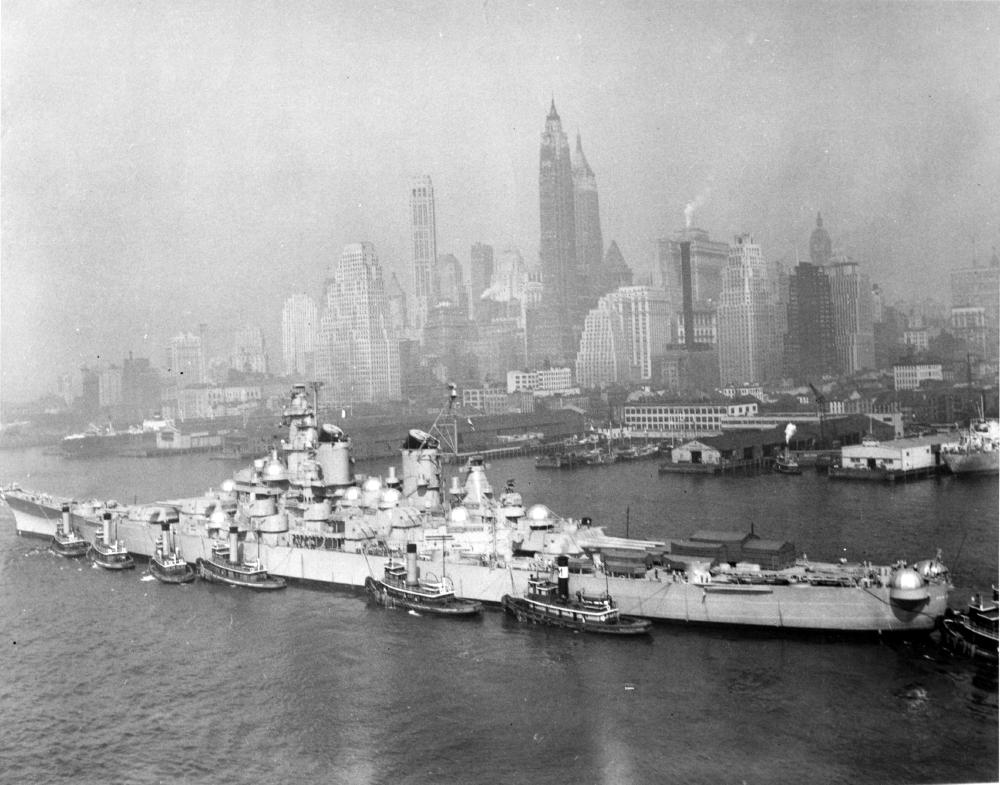
Le New Jersey en 1948, peu après son déclassement. On remarque les « igloos » ou dômes placés sur les canons antiaériens afin de les protéger des éléments.

Après une période de révision au chantier naval de Puget Sound, le New Jersey rejoint l'océan Atlantique et, le 23 mai 1947, accoste à Bayonne dans le New Jersey pour son quatrième anniversaire. Plusieurs personnalités sont présentes pour cette cérémonie comme le gouverneur Alfred E. Driscoll (en) et l'ancien gouverneur Walter Evans Edge.
Entre le 7 juin et le 26 août, le New Jersey fait partie de la première escadre de formation à croiser dans les eaux de l'Europe du Nord depuis le début de la Seconde Guerre mondiale. Plus de deux mille aspirants de l’Académie navale d'Annapolis et du Naval Reserve Officers Training Corps font l’expérience de la mer sous le commandement de l'amiral Richard L. Connolly, commandant des Forces navales de l'Atlantique Est et de la Méditerranée, monté sur le New Jersey à Rosyth, en Écosse 23 juin. Le navire est le théâtre d’une réception officielle à Oslo, où le roi Haakon VII de Norvège inspecte l'équipage 2 juillet et à Portsmouth, en Angleterre. La flotte a ensuite mis le cap à l'Ouest le 18 juillet afin de faire des exercices dans l'Atlantique et dans l'ouest des Caraïbes.
Après avoir servi, à New York, de navire amiral au contre-amiral Heber H. Mclean, commandant du Battleship Division 1 du 12 septembre au 18 octobre, le New Jersey est désarmé au New York Navy Yard. Il est ensuite mis en réserve à Bayonne le 30 juin 1948 et assigné au New York Group, dans l'United States Navy reserve fleets.

## Guerre de Corée (1950-1953)

### Première rotation de mai à novembre 1951
En 1950, la Corée du Nord a envahi la Corée du Sud, ce qui incite les États-Unis à intervenir au nom des Nations unies. Si le président Harry S. Truman est pris au dépourvu par cette invasion, il ordonne rapidement la mobilisation des forces américaines stationnées au Japon et en Corée du Sud. L’armée envoie donc des troupes, des chars, des avions de chasse, des bombardiers, et une force navale en Corée pour soutenir la République de Corée. Dans le cadre de la mobilisation navale, le New Jersey est rappelé dans la flotte active afin de fournir un soutien d'artillerie maritime pour les troupes de l'ONU et sud-coréennes. Il est remis en service à Bayonne le 21 novembre 1950, sous le commandement du capitaine David M. Tyree, et met le cap sur les Caraïbes afin de former son équipage en vue des combats à venir. Il quitte Norfolk, en Virginie le 16 avril 1951 et arrive en provenance du Japon au large de la côte est de la Corée le 17 mai. Le vice-amiral Harold M. Martin, commandant de la Septième flotte des États-Unis, fait du New Jersey son navire amiral pour les six prochains mois.

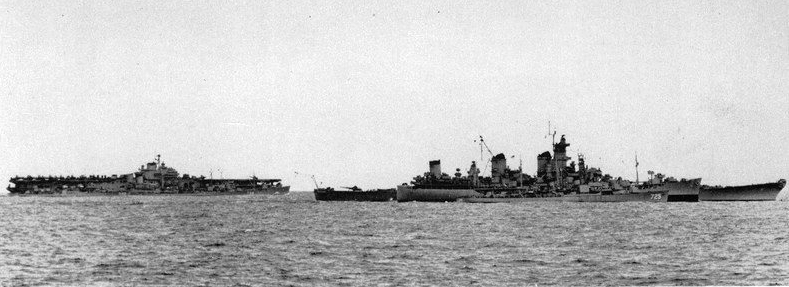
L'USS New Jersey et l'USS Bon Homme Richard (CV-31) en cours de réapprovisionnement au large de la Corée en mai 1951. On distingue l'USS O'Brien (DD-725) au premier plan.

Les canons du New Jersey ouvrent le feu pour la première fois lors de cette guerre pour le bombardement à Wonsan le 20 mai 1951. Au cours de ses deux rotations dans les eaux coréennes, il joue le rôle d'artillerie maritime mobile à l'appui direct des troupes des Nations unies ; en préparation pour des actions de terrain, pour bloquer les voies d'approvisionnement et de communication communistes, ou pour frapper les positions ennemies et ses moyens. Le New Jersey utilise ses canons de 16 pouces pour frapper bien au-delà des capacités de l'artillerie terrestre avec les capacités à se déplacer rapidement d'une cible à un autre, tout en étant immédiatement disponible pour assurer la protection des porte-avions si nécessaire. Lors de cette première mission à Wonsan, il subit ses seules pertes de la guerre de Corée. Un des marins est tué et deux grièvement blessés par un tir de batterie côtière sur sa tourelle numéro un ; un coup l’a raté de justesse sur le bâbord arrière.
Entre le 23 et le 27 mai et à nouveau le 30 mai 1951, le New Jersey pilonne des cibles près de Yangyang et Kansong, dispersant les concentrations de troupes, endommageant la travée d’un pont et détruisant trois grands dépôts de munitions. Les observateurs aériens rapportent l’abandon de Yangyang après cette opération, alors que les installations de chemin de fer et des véhicules sont détruits à Kansong. Le 24 mai, il perd l'un de ses hélicoptères après que l'équipage de celui-ci ait épuisé ses réserves de carburant à la recherche d'un aviateur abattu. L'équipage de l'hélicoptère a pu atteindre un territoire ami avant de retourner sur le New Jersey.
Avec l'amiral Arthur W. Radford, commandant en chef de la flotte du Pacifique, et le vice-amiral Charles Turner Joy, commandant des Forces navales d'Extrême-Orient à son bord, le New Jersey bombarde Wonsan à nouveau le 4 juin. À Kansong deux jours plus tard, il tire avec sa batterie principale sur un régiment d'artillerie et un campement de camions. Les cibles repérées par des avions de la 7e flotte sont détruites avec succès comme le rapporte cette dernière. Le 28 juillet, au large de Wonsan, le cuirassé est à nouveau la cible des batteries côtières. Plusieurs coups manquent de peu le navire, mais la riposte précise du New Jersey  réduit au silence l'ennemi et détruit plusieurs batteries de canons.
Entre le quatre et le 12 juillet, le New Jersey soutient une poussée des Nations unies dans la région de Kansong, frappant les positions ennemies et empêchant leur réorganisation. Alors que la première division de la République de Corée se rue sur l'ennemi, les salves du New Jersey  touchent directement les emplacements de mortiers ennemis, ses approvisionnements et munitions, ainsi que les concentrations de troupes. Le New Jersey retourne à Wonsan le 18 juillet et fait une démonstration de tir parfait : cinq emplacements de canons détruits avec cinq coups directs.

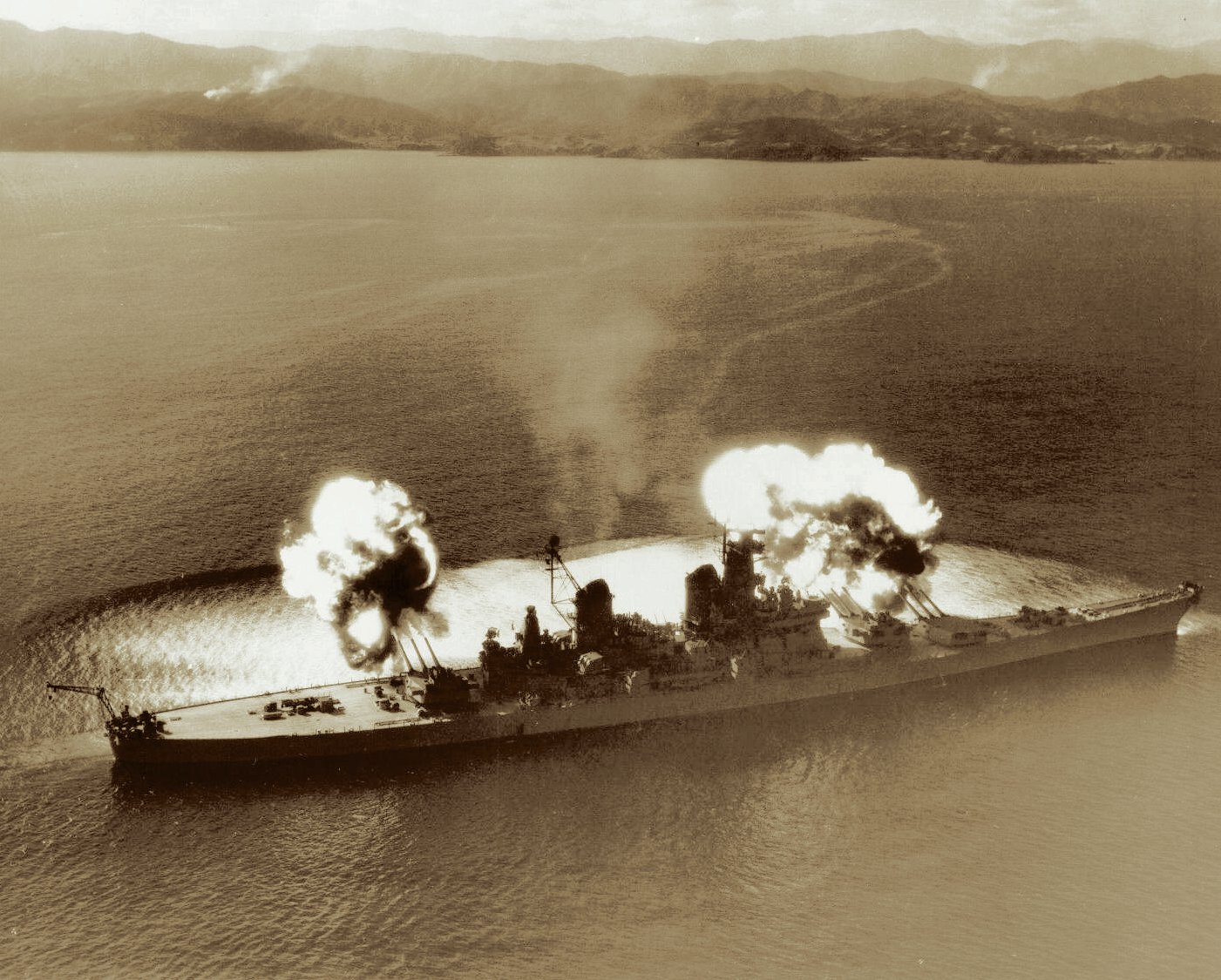
L'USS New Jersey fait feu avec ses canons de 406 mm/50 calibres Mark 7 contre des cibles nord coréennes au niveau du nord en novembre 1951.

Le New Jersey retourne soutenir les troupes de la République de Corée le 17 août dans la région de Kansong où, pendant quatre jours, il harcèle les positions ennemies pour briser la contre-attaque et leur inflige un lourd tribut. Il revient dans la zone le 29 août pour participer à une opération amphibie organisée derrière des lignes ennemies afin d’atténuer la pression sur les troupes de la République de Corée. Le lendemain, il commence une saturation de trois jours de la région de Changjon. Il fait observer le résultat avec l’un de ses hélicoptères embarqués : quatre bâtiments détruits, infrastructures ferroviaires et routières endommagées, pistes coupées, stocks de charbon dispersés, et de nombreux bâtiments et entrepôts soufflés.
En dehors d'une brève interruption le 23 septembre afin d'accueillir à bord des blessés de la frégate coréenne Apnok (PF-62) (ex-USS Rockford de la classe Tacoma) endommagée par des tirs, le New Jersey est engagé en continu dans le bombardement de la zone de Kansong, en soutien au mouvement de l'U.S. X Corps (en) suivant un schéma identique : tirs de harcèlement la nuit, frappes sur les cibles connues de jour. La puissance de frappe du New Jersey permet de contraindre grandement les mouvements de l’ennemi. Un pont, un barrage, plusieurs emplacements de canons, des positions de mortier, des casemates et bunkers, et deux dépôts de munitions sont démolis lors de cette opération.
Le 1er octobre 1951, le général Omar Bradley, président du comité des chefs d’état-major interarmées, et le général Matthew Ridgway, commandant en chef en Extrême-Orient, montent à bord pour s’entretenir avec l'amiral Martin.
Entre le 1er et le 6 octobre, le New Jersey opère à Kansong, Hŭngnam, Tanchon et Kimch'aek Les bunkers ennemis et l’approvisionnement constituent la majorité des cibles à Kansong. Dans les autres cités, le New Jersey frappe les chemins de fer, les tunnels, les ponts, une raffinerie de pétrole, les trains et des batteries côtières. Il détruit en particulier une batterie montée avec des canons de cinq pouces (127 mm).
La zone de Kojo est sa cible le 16 octobre alors qu’il navigue en compagnie du HMS Belfast et des avions du HMAS Sydney (R17). L'opération, bien planifiée et coordonnée, donne d'excellents résultats. Le bombardement de cinq heures permet la destruction d'une dizaine de positions d'artillerie, des tranchées, des bunkers et inflige quelque 500 pertes ennemies.
Le New Jersey poursuit ces opérations de bombardements contre les installations de transport le long de la côte nord-coréenne entre le 1er et le 6 novembre. Il frappe des ponts, des routes et des installations ferroviaires à Wonsan, Hŭngnam, Tanchon, Iowon, Kimch'aek et Chongjin, laissant quatre ponts détruits, d'autres gravement endommagés ainsi que deux gares de triage, et de nombreux kilomètres de voie détruits. Avec de nouvelles attaques sur Kansong ainsi que sur la péninsule de Chang-San-Got, les 11 et 13 novembre, le New Jersey termine sa première rotation en Corée.

### Seconde rotation d'avril à novembre 1953

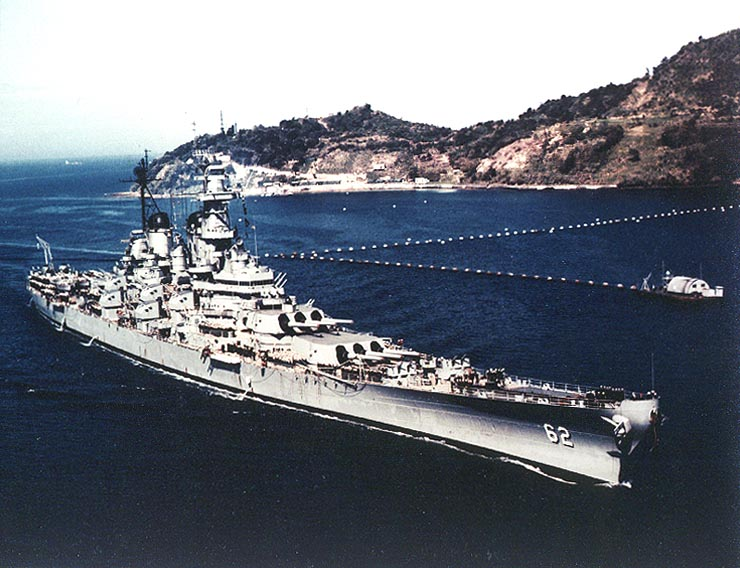
Le New Jersey en escale au Japon avant sa seconde rotation en Corée.

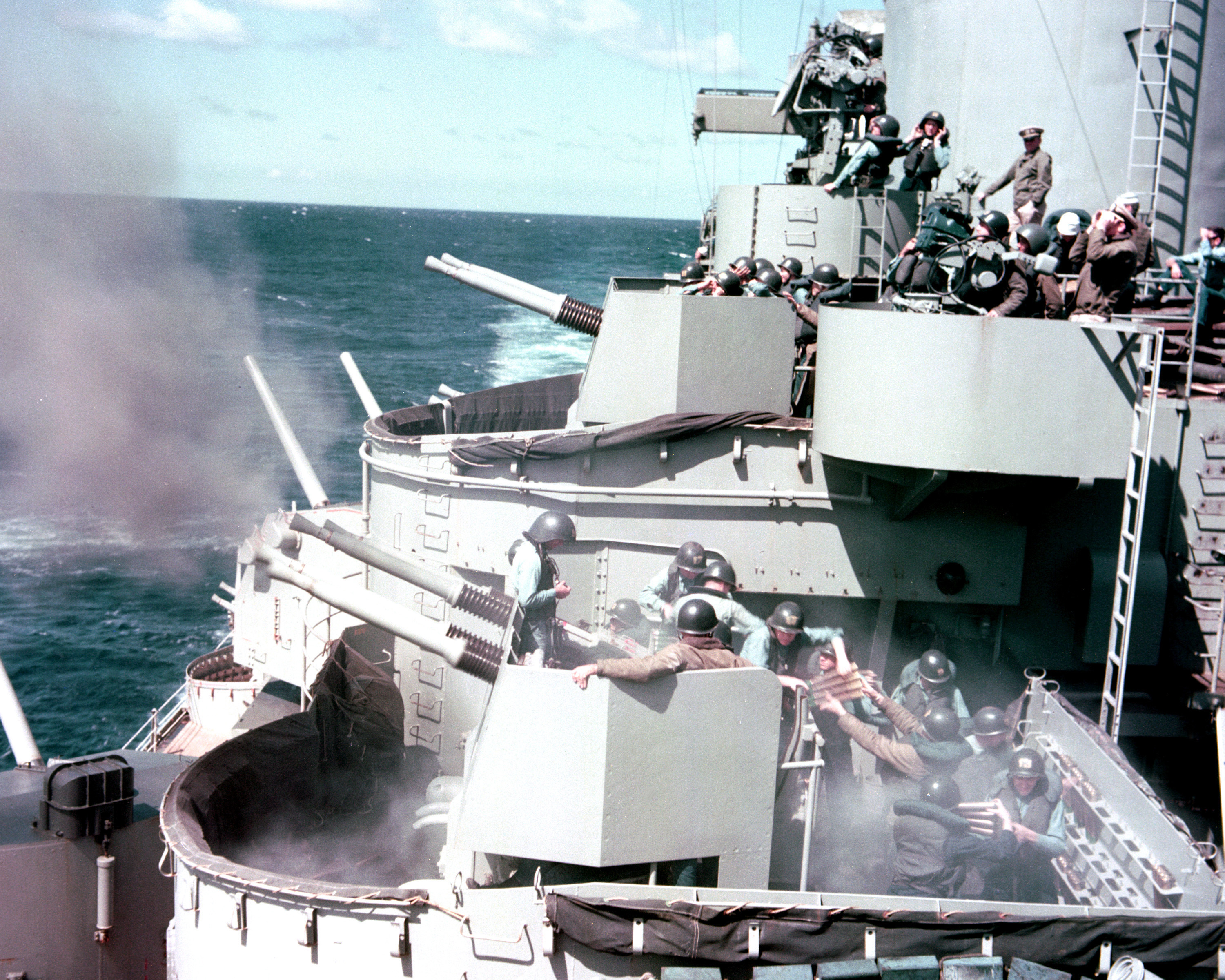
L'équipage du New Jersey fait feu avec ses canons de 40 mm.

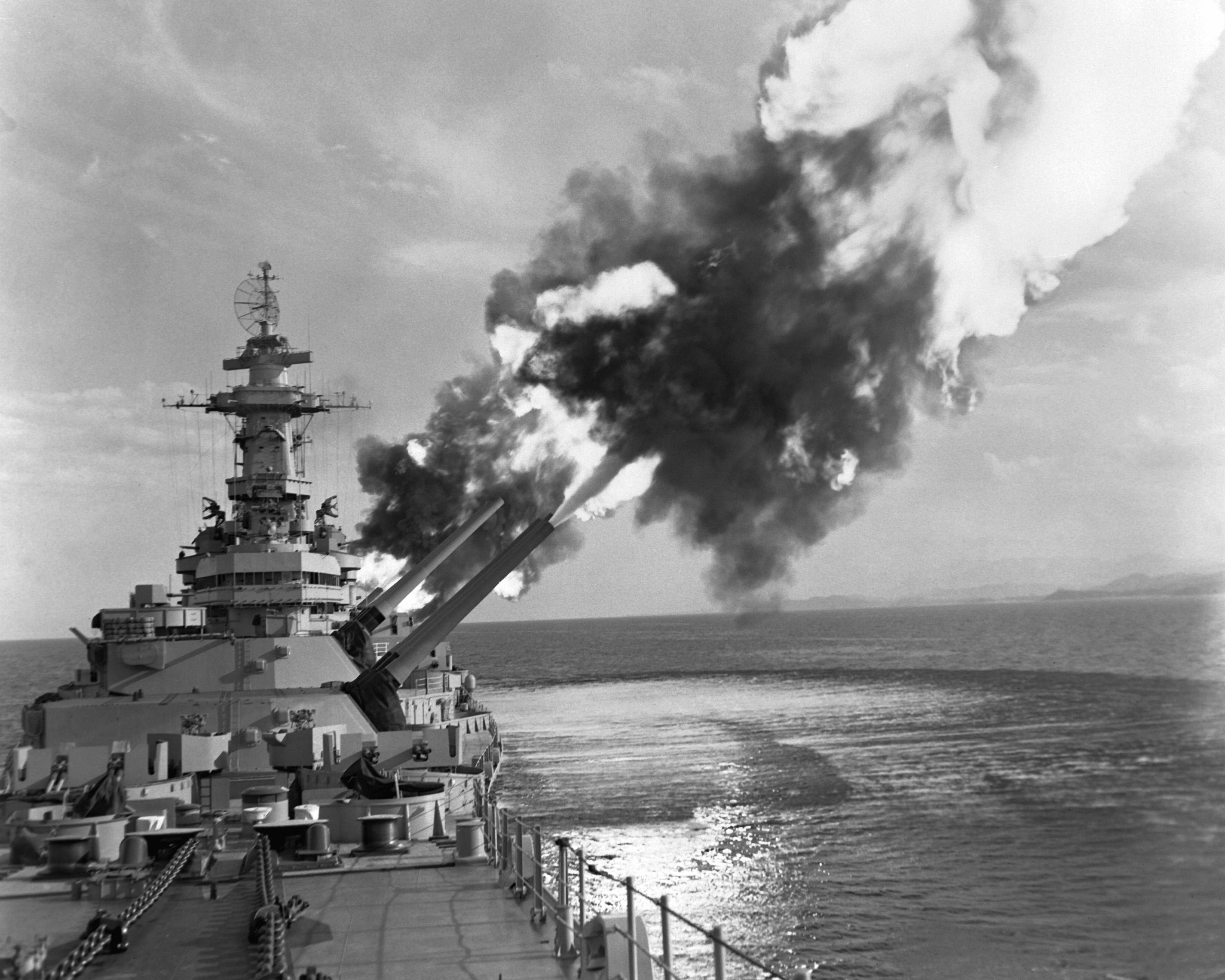
Le New Jersey fait feu sur Kaesong en 1953.

Relayé par l'USS Wisconsin (BB-64) comme navire amiral, le New Jersey efface Yokosuka, Hawaï, Long Beach et le canal de Panama avant de revenir à Norfolk le 20 décembre 1951 pour une révision de six mois. Entre le 19 juillet 1952 et le 5 septembre, il sert de vaisseau-amiral au contre-amiral RH Thurber, qui commande la croisière de formation d'aspirants NROTC entre Cherbourg, Lisbonne, et les Caraïbes. Après cette période de préparation et de formation, le New Jersey quitte Norfolk le 5 mars 1953 et met le cap vers la péninsule Coréenne pour sa seconde rotation.
Le New Jersey passe le canal de Panama, Long Beach, et Hawaî avant d’atteindre Yokosuka le 5 avril et, le lendemain, il relaie l’USS Missouri comme le navire amiral du vice-amiral Joseph H. Clark, commandant la 7e flotte. Le 12 avril, le New Jersey passe à l'action et bombarde Chongjin. En sept minutes, il place sept coups au but, soufflant la moitié du bâtiment principal de communication. À Busan, deux jours plus tard, le New Jersey revêt ses habits de cérémonie pour accueillir le président de la République de Corée, Syngman Rhee et Mme Rhee ainsi que l'ambassadeur américain Ellis O. Briggs.
Le 16 avril, le New Jersey fait feu sur les batteries côtières et des bâtiments à Kojo, sur la voie de chemin de fer et les tunnels près d'Hŭngnam, le 18 avril, et sur des positions d’artillerie réduites au silence autour de Wonsan, le 20 avril. Le 23 avril, Kimch'aek est la cible du New Jersey qui place six coups au but sur un tunnel de chemin de fer et détruit deux ponts ferroviaires. Le New Jersey fournit un soutien d'artillerie pour les bombardements sur Wonsan le 1er mai alors que l'aviation embarquée de la 7e flotte attaque l'ennemi tout en marquant les cibles pour le cuirassé. Il met hors d'état de nuire onze canons côtiers communistes ce jour-là et, quatre jours plus tard, il détruit le poste d'observation clé sur l'Île d'Hodo Pando, commandant le port. Le 7 mai, il frappe Kalmagak à Wonsan.
Le navire  célèbre son dixième anniversaire, le 23 mai 1953, à Incheon avec le président Syngman Rhee et madame Rhee, le lieutenant-général Maxwell Davenport Taylor, et d'autres dignitaires à bord. Deux jours plus tard, Le navire retourne en opération le long de la côte ouest de Chinampo pour assommer les positions de défense portuaire. Le cuirassé se retrouve sous le feu ennemi à Wonsan du 27 mai au 29 mai, mais ses canons de cinq pouces font taire les armes ennemies, et ses obus de 16 pouces balayent les emplacements d’artillerie. Il touche également une zone de stockage de carburant ou un dépôt de munitions, ce qui entraîne un spectaculaire incendie.
Le New Jersey retourne apporter un soutien direct aux troupes à Kosong le 7 juin. Lors de sa première mission, il détruit complètement deux positions d’artillerie, un poste d'observation, et leurs tranchées de soutien. Il retourne ensuite à Wonsan pour une journée de bombardement le 24 juin, visant les canons placés dans des caches. Les résultats sont excellents, avec huit coups directs sur trois positions, une entièrement démolie, et quatre autres mises hors service. Le lendemain, le navire revient appuyer les troupes à Kosong jusqu'au 10 juillet. À Wonsan les 11 et 12 juillet, le New Jersey effectue un des bombardements les plus lourds de son service en Corée. Durant neuf heures le premier jour, et sept le deuxième, ses canons font feu sur les positions d'artillerie et des bunkers sur Hodo Pando. Au moins dix canons ennemis sont détruits, un grand nombre endommagé ainsi qu’un certain nombre de grottes et de tunnels.
Le New Jersey rase des postes de contrôles radar et des ponts à Kojo, le 13 juillet, et une fois de plus, opère des bombardements côtiers entre les 22 et 24 juillet pour soutenir les troupes sud-coréennes près de Kosong. Ces derniers très précis permettent, à la fin d'un mois d'effort des troupes des Nations unies, la destruction d'un important poste d'observation de l'ennemi, d'un grand nombre de bunkers, de zones d'artillerie, de postes d'observation, de tranchées, des réservoirs à carburant et dépôts de munitions.
Au lever du soleil, le 25 juillet 1953, le New Jersey se positionne au large du port stratégique d'Hŭngnam, et bombarde les canons côtiers, les ponts, une zone industrielle et des réservoirs de stockage de pétrole. L'après-midi, il navigue plus au nord frappant les lignes ferroviaires et les tunnels de chemin de fer. À Tanchon, le New Jersey met à l'eau une petite embarcation dans le but de repérer un train soupçonné de circuler de nuit le long de la côte. Le navire positionne ses canons de manière à cibler le train entre deux tunnels mais, dans l'obscurité, il ne peut observer les résultats de ses frappes.

### Fin de service et seconde désactivation
Le lendemain, le New Jersey effectue à Wonsan, sa dernière mission en Corée. Il détruit des canons de gros calibre, des bunkers, des grottes et des tranchées. Deux jours plus tard, il reçoit la nouvelle de l’armistice. L’équipage célèbre durant sept jours la fin des hostilités à Hong Kong où le navire s’est ancré le 20 août. Le navire effectue quelques opérations autour du Japon et au large de Formose et une courte escale à Busan avant la fin de sa seconde rotation. Lors de cette dernière, le 16 septembre, le président Rhee monte à bord pour remettre à la 7e flotte la Republic of Korea Presidential Unit Citation.
Relevé le 14 octobre comme navire amiral à Yokosuka par l’USS Wisconsin (BB-64), le New Jersey prend le chemin du retour le lendemain et atteint Norfolk le 14 novembre. Durant les deux années suivantes, il traverse l'océan Atlantique en été pour la formation des aspirants, et finit l'année en effectuant des exercices et des manœuvres d'entraînement le long de la côte atlantique et dans les Caraïbes.
Le New Jersey quitte Norfolk le 7 septembre 1955 pour sa première rotation au sein de la Sixième flotte des États-Unis en mer Méditerranée. Il fait escale dans les ports de Gibraltar, Valence, Cannes, Istanbul, Baie de Souda et Barcelone. Il rentre à Norfolk le 7 janvier 1956 pour participer au programme d'entraînement de printemps et conduit les aspirants en Europe du Nord pour leur formation. Puis il rentre à Annapolis le 31 juillet. Le 27 août, le New Jersey prend la mer comme navire amiral du vice-amiral Charles Wellborn Jr., commandant de la Deuxième flotte des États-Unis. Il accoste à Lisbonne et participe aux exercices de l'OTAN au large de l'Écosse. Il effectue une visite officielle en Norvège et reçoit le prince héritier Olav V à bord. Il retourne à Norfolk le 15 octobre 1956 et le 14 décembre, il arrive au chantier New York Navy Yard pour son désarmement. Il est ensuite placé en réserve à Bayonne dans le New Jersey, le 21 août 1957.

## Guerre du Viêt Nam (1967-1969)

### Opération de bombardement des côtes vietnamiennes

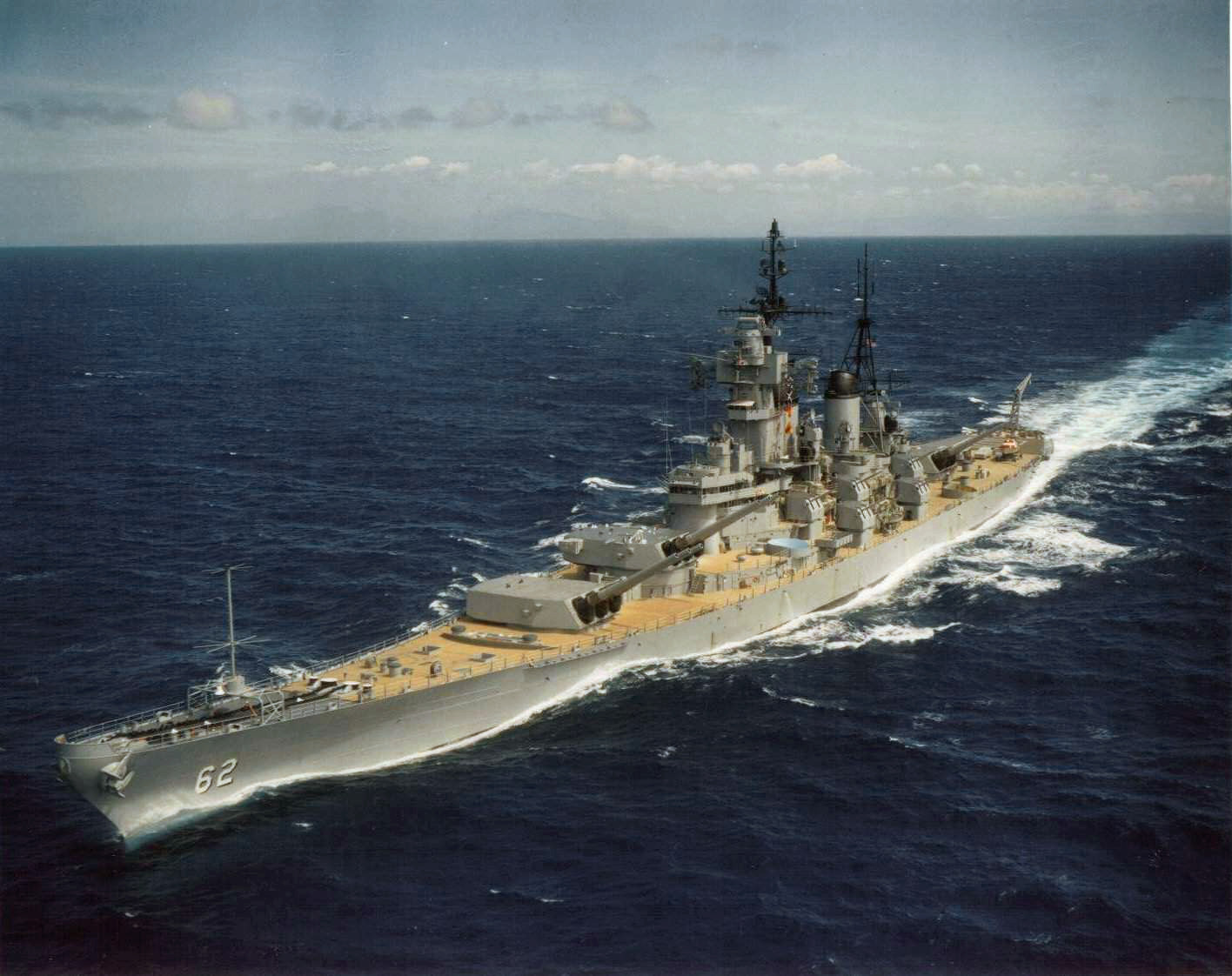
L'USS New jersey au large d'Oahu, Hawaii, le 11 septembre 1968, en route pour le Viêt Nam.

En raison des pertes relativement élevées subies par l'aviation américaine (en commençant par l'opération Rolling Thunder en 1965), des études sont conduites sur les moyens de les réduire tout en maintenant les frappes requises par l'escalade de la guerre. Le 31 mai 1967, le secrétaire à la Défense Robert McNamara commande une étude visant à déterminer ce qui serait nécessaire pour la réactivation d’un cuirassé. Les résultats de l'étude se montrant favorables à cette option, le secrétaire à la Défense des États-Unis prend la décision en août 1967 de remettre en service un cuirassé afin de l'intégrer à la flotte du Pacifique et ainsi augmenter les capacités de l'artillerie navale en Asie du Sud-Est. Le New Jersey est choisi pour cette mission en raison de son meilleur état par rapport à ses Sister-ships. Ce dernier a, de plus, subi une refonte en profondeur avant son déclassement. Lors de sa réactivation, le navire est modernisé et l’on démonte les canons antiaériens de 20 mm et 40 mm. On l’équipe aussi avec des systèmes de guerre électronique et de nouveaux radars. Le New Jersey est officiellement remis en service le 6 avril 1968 au Philadelphia Naval Shipyard sous le commandement du capitaine J. Edward Snyder (en).
Le New Jersey, alors seul cuirassé actif au monde, quitte Philadelphie le 16 mai, fait escale à Norfolk et transite par le canal de Panama le 4 juin avant d'arriver à son nouveau port d'attache, Long Beach en Californie, le 11 juin. Le navire passe ensuite quelques semaines à s’entraîner au large de la Californie. Le 24 juillet, le New Jersey est approvisionné en poudre et obus de 16 pouces par un hélicoptère de l’USS  Mount Katmai (AE-16). C’est la première fois qu’un cuirassé est approvisionné en mer par un hélicoptère. Le cuirassé quitte Long Beach le 2 septembre et passe par Pearl Harbor et Subic Bay avant d’arriver le 25 septembre pour sa première rotation le long de la côte vietnamienne. À proximité du 17e parallèle, le 30 septembre, le cuirassé tire ses premières salves en opération depuis plus de seize ans, frappant au total 29 fois avec ses canons de seize pouces des objectifs communistes autour de la Zone vietnamienne démilitarisée (DMZ).
Le navire prend ensuite position au large de Tiger Island le 1er octobre et tire sur des cibles au nord de la zone démilitarisée avant de passer au sud l’après-midi pour engager des cibles Viet Cong. En tout, six bunkers, un camion d'approvisionnement et une batterie antiaérienne sont frappés ce jour-là. En outre, le navire contribue à sauver l'équipage d'un avion d’observation des Marines forcé d'amerrir après avoir été touché par des tirs de batterie antiaérienne. Le 3 octobre, le New Jersey frappe des cibles au sud de Tiger Island et, le 4 octobre, le cuirassé vise une concentration de troupes communistes et détruit plusieurs bunkers. Dans la soirée du 7 octobre, le navire reçoit l'information qu'un certain nombre de bateaux de ravitaillement se déplacent au sud, près de l'embouchure de la rivière Song Giang. Le New Jersey réussit à couler onze de ces embarcations avant qu'elles ne puissent rejoindre la terre ferme.
Le 11 octobre, le New Jersey engage une batterie côtière ; toutefois, il change de cible après qu’un avion de reconnaissance ait rapporté une concentration de camions au nord de Nha Ky. Le New Jersey réussit à infliger de lourds dégâts sur six des véhicules. Tôt le matin du 12 octobre, le navire prépare ses batteries en prévision de bombardements sur les grottes de Vinh lourdement fortifiées et bien protégées. Durant trois jours, le New Jersey pilonne la région avec ses canons de 16 pouces afin d’éliminer la présence Viet Cong. Aidé par les avions de repérage du porte-avions USS America (CV-66), le cuirassé engage les cibles mettant plusieurs positions ennemies en feu et détruisant une grotte. Le 14 octobre, le navire s’attaque à l’artillerie côtière sur l'île de Hon Matt, détruisant une batterie.

### Soutien des troupes au sol

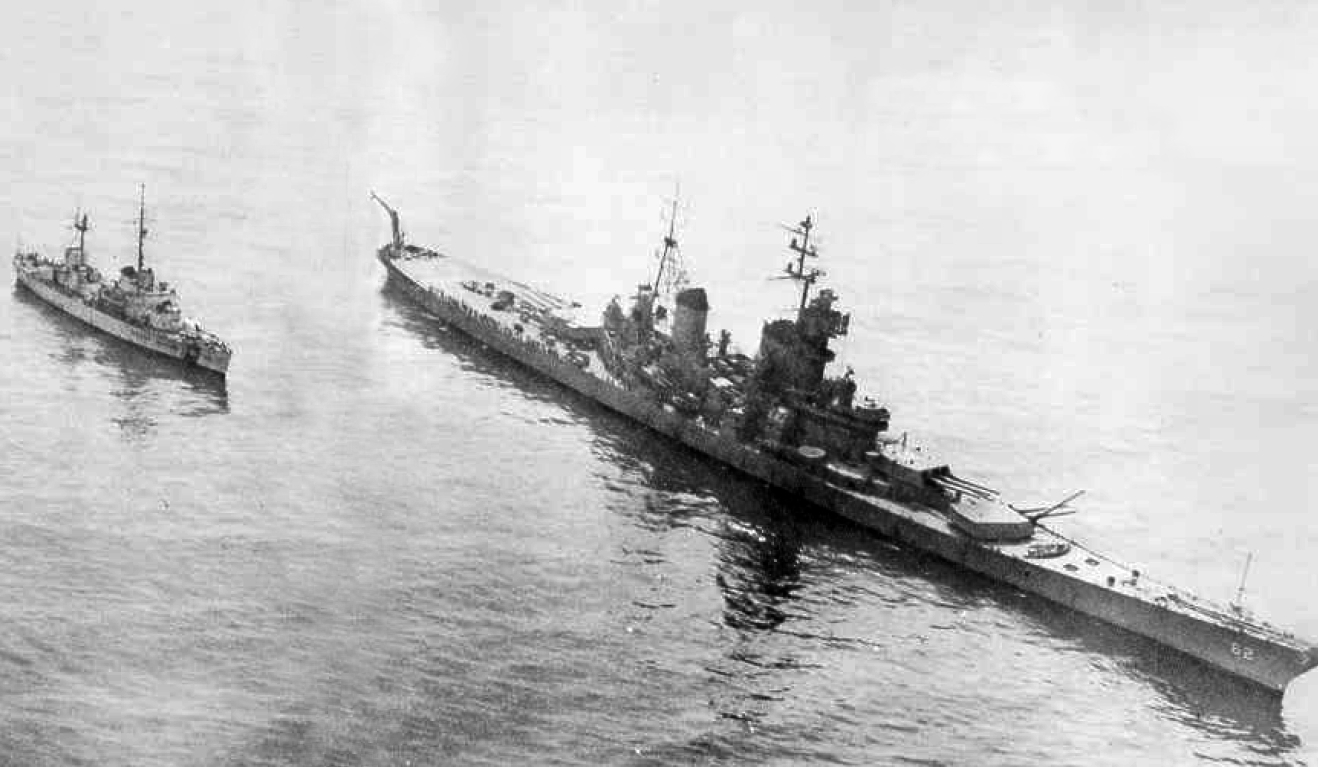
L'USS New Jersey au large des côtes du Viet Nam à proximité de la DMZ.

À partir du 16 octobre, le cuirassé prend position pour l'appui des troupes au sol et de la 3e division des Marines. Utilisant à la fois ses canons de 16 et 5 pouces, il détruit 13 structures et un site d'artillerie afin d’arrêter un peloton ennemi se déplaçant à travers la DMZ. Le cuirassé continue à apporter un soutien d'artillerie jusqu'aux 17 avant de partir prêter main-forte à la I Field Force, Vietnam (en). Le mauvais temps empêche les avions d’observation de voler jusqu'au 20 octobre quand le New Jersey détruit un poste de commandement Việt Cộng et neuf bunkers à l'appui de la 173e brigade aéroportée, qui opère à environ 80 kilomètres au nord de Nha Trang. Le lendemain, le cuirassé manœuvre dans les eaux de la baie de Van Fong et cible des postes de commandement Việt Cộng, mais la mauvaise visibilité de la zone empêche l'estimation des dommages.
Dans la nuit du 23 octobre, le New Jersey fait route au nord afin de se réapprovisionner avant de reprendre position en soutien à la 3e division des Marines, le 25 octobre. Ce jour-là, il bombarde les troupes ennemies localisées par un avion d'observation. Le lendemain, le navire engage des cibles d'opportunité, détruisant 11 structures, sept bunkers, une tour d'observation en béton, et une ligne de tranchée ennemie. Le navire est alors la cible des artilleurs nord-vietnamiens positionnée près de Cap Lay ; cependant, les tirs sont trop courts pour toucher le cuirassé. Des avions d'observation sont appelés pour déterminer la position de l'ennemi mais seules des traces fraîches de pneus menant à une zone cachée suggèrent la présence récente d'artillerie. Le New Jersey tire cinq obus de 16 pouces sur le site, mais l’obscurité ne permet pas de confirmer la réussite des frappes.
Le 28 octobre, le navire se dirige au sud fin d'engager de nouvelles cibles communistes. Les avions qui effectuent des repérages pour le cuirassé sont alors la cible de batteries anti-aériennes à l'extrême nord de la zone. Le New Jersey fait taire les batteries avec ses canons de seize pouces. Le lendemain, il frappe une trentaine de structures, détruit trois bunkers souterrains, et bombarde une ligne de tranchée Việt Cộng. L’après-midi, l’observation aérienne localise une position d'artillerie sur une colline au sud-ouest de Cap Lay qui est détruite par le cuirassé. Le 30 octobre, une zone de ravitaillement communiste et une batterie anti-aérienne sont détruites.
À l'issue de cette mission, le New Jersey fait route au sud et se positionne au large de Đà Nẵng et de Point DeDe afin d’apporter un soutien de l'artillerie navale à la 1re division des Marines opérant dans la région. Le 2 novembre, le navire commence ses frappes contre neuf positions ennemies, mais le feuillage dense de la région empêche les observateurs de voir les résultats du bombardement.
Le 4 novembre, le cuirassé reçoit l'ordre de soutenir le southern II Corps, près de Phan Thiết ; il arrive à poste plus tard cette nuit. Le lendemain, il répond à huit appels pour des missions d'appui-feu de la 173e brigade aéroportée, et détruit huit bunkers Việt Cộng et cinq autres structures. Le 11 novembre, le New Jersey quitte les eaux vietnamiennes pour se réapprovisionner. Il relaie le 23 novembre, l'USS Galveston (CLG-3) en soutien de la 23e division d'infanterie. Dans l'après-midi, les canons de cinq pouces du cuirassé détruisent complètement une quinzaine de bâtiments et endommagent lourdement 29 autres.
Le 25 novembre, le New Jersey opère son plus important bombardement au Viêt Nam. Durant deux jours, le cuirassé concentre son feu sur les zones d’approvisionnement Việt Cộng près de Quảng Ngãi, détruisant 182 structures et 54 bunkers, infligeant de lourds dégâts à 93 autres structures et plusieurs complexes de tunnels avant son départ pour Point Betsy, près de Hué, le 27 novembre, en soutien à la 101e division aéroportée.

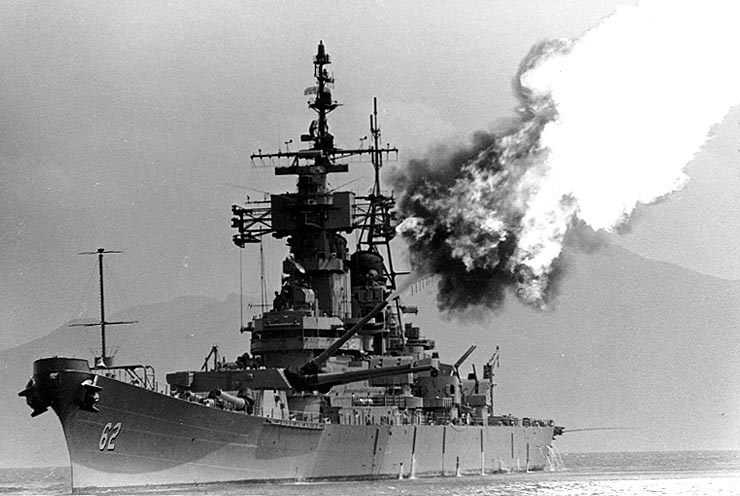
Le New Jersey bombarde des cibles près de Tuyho sur la côte sud vietnamienne en mars 1969.

Entre le 2 et le 8 décembre, le New Jersey retourne soutenir la 3e division des Marines, en bombardant le complexe de bunkers Việt Cộng pour les Marines qui opèrent autour de Đà Nẵng avant de partir pour Singapour le 9 décembre. Le 26 décembre, il retourne à poste au large du district de Hoa Thanh à l'appui de la 47th Army Division Sud vietnamienne. Les trois jours suivants, le New Jersey canonne les bunkers Việt Cộng et des dépôts d'approvisionnement. Le cuirassé demeure dans les eaux de la zone démilitarisée jusqu'après le Nouvel An et son départ pour soutien à la 1re division des Marines 3 janvier 1969.
Tout au long de janvier et février 1969, le New Jersey fournit un soutien d’artillerie aux Marines. Le 10 février, le cuirassé opère en soutien à la 2nd Marine Division (Republic of Korea) (en) à proximité de Đà Nẵng. L'objectif du cuirassé est un complexe souterrain de transit utilisé par un régiment Việt Cộng. Le 14 février le cuirassé navigue au sud de la zone démilitarisée afin de fournir un soutien à la 3e division des Marines et de détruire une batterie anti-aérienne. Le lendemain, le New Jersey prend pour cible et détruit un site de lance-roquettes ennemi au nord-est de Con Thien (en), puis oriente ses tirs sur des positions Việt Cộng repérées. Le 22 février, New Jersey répond à un appel urgent d'appui-feu du poste d'observation Ocean View, Viet Nam (en) assiégé près de la zone démilitarisée. Durant six heures, le New Jersey tire avec toute son artillerie afin de finalement repousser l’ennemi.
Pour le reste de février et mars, le New Jersey bombarde des cibles le long de la zone démilitarisée. Le 13 mars, le cuirassé quitté les eaux vietnamiennes à destination de la base navale de Subic Bay. Le 20 mars, il retourne en opération au large de la baie de Cam Ranh en soutien à la 9th Infantry Division (Republic of Korea) (en). La semaine suivante, le cuirassé patrouille dans les eaux entre Phan Thiết et le district de Hoa Thanh, bombardant des cibles d'opportunité le long de la côte. Le 28 mars, il prend position au sud de la zone démilitarisée en soutien à la 3e division des Marines jusqu'au 1er avril, après quoi le New Jersey quitte le Viêt Nam pour le Japon. Lors de son service au Viet Nam, le New Jersey a tiré 5 688 obus de seize pouces et 14 891 obus de cinq pouces soit plus de 5 400 tonnes de munitions,.

### Fin de service et troisième désactivation
Sa première rotation au Viêt Nam terminée, le New Jersey quitte Subic Bay le 3 avril 1969 pour le Japon. Il arrive à Yokosuka pour une escale de deux jours et prend la mer pour les États-Unis le 9 avril. Son retour à la maison est cependant retardé. Le 15, alors que le New Jersey est encore en mer, les avions nord-coréens abattent un avion de surveillance EC-121 Constellation non armé au-dessus de la mer du Japon, tuant l'ensemble de son équipage (attaque de l'EC-121 de 1969). Un Carrier strike group est envoyé en mer du Japon, tandis que l’on ordonne au New Jersey de changer de cap et de faire route vers le Japon. Il arrive à Yokosuka le 22 avril et reprend la mer immédiatement, prêt à l’action, en attente de nouveaux ordres.
Cependant, la crise avec la Corée du Nord se dégonfle et le New Jersey reprend la route des États-Unis. Il s’ancre à Long Beach le 5 mai 1969 ; c'est la première visite à son port d'attache en huit mois. Durant l'été, l'équipage peine à remettre le bateau en état pour un autre déploiement au Viêt Nam. En effet, des anomalies sont détectées sur les batteries de canons et doivent être réparées. Seulement le 22 août 1969, des rapports officiels poussent, pour des raisons d'économie, le secrétaire à la Défense des États-Unis, Melvin Laird, à publier une liste de navires qui doivent être désactivés ; et, au sommet de la liste, le New Jersey. Cinq jours plus tard, le capitaine J. Edward Snyder (en) est relevé de son commandement par le capitaine Robert C. Peniston (en).
Le commandant Robert C. Peniston est chargé de préparer la mise hors service de l’USS New Jersey. Le navire quitte Long Beach le 6 septembre en direction du Puget Sound Naval Shipyard and Intermediate Maintenance Facility où il arrive le 8 septembre. Dans ces chantiers, on procède à la révision et au désarmement du cuirassé. Le 17 décembre 1969, les couleurs du New Jersey sont abaissées et il entre dans la flotte de réserve, sous les mots de son dernier commandant: « Rest well, yet sleep lightly; and hear the call, if again sounded, to provide fire power for freedom ».

## Réactivation de 1982

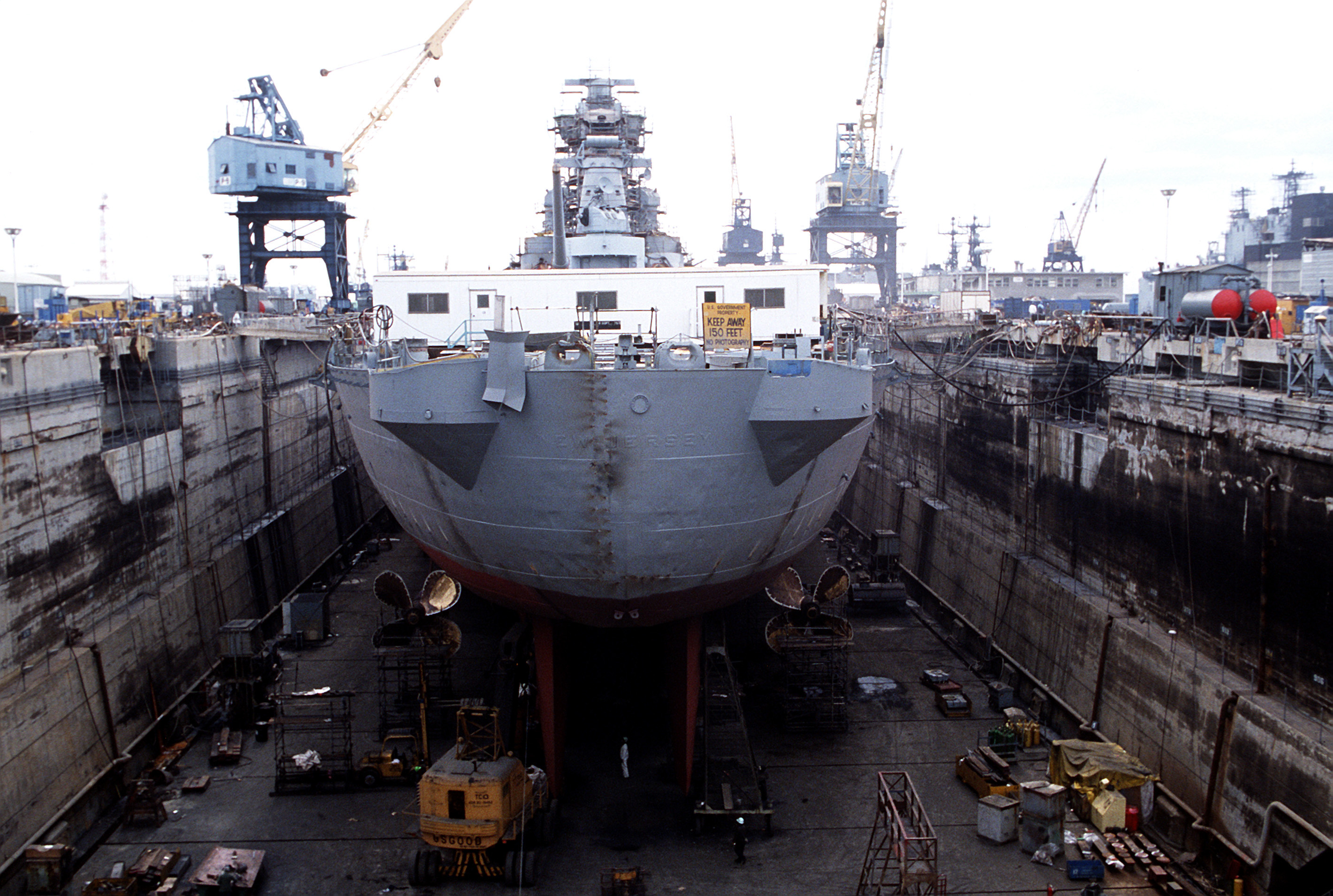
L'USS New Jersey en cours de modernisation en cale sèche à Long Beach.

Dans le cadre du plan de Ronald Reagan et de son secrétaire à la Marine John Lehman pour constituer une « Marine de 600 navires », le New Jersey est sélectionné au printemps de 1981 pour être réactivé. Il est remorqué depuis le chantier naval de Puget Sound vers le Long Beach Naval Shipyard à la fin de juillet 1981 afin de subir une modernisation. Avec sa réactivation, la Marine envisage d'utiliser le cuirassé et son sistership l'USS Iowa (BB-61) pour soulager les tensions exercées sur la marine par les engagements croissants des États-Unis sur la scène internationale dans l'océan Indien et les Caraïbes. Pendant ce temps, la Marine développe plusieurs propositions pour moderniser ses cuirassés avec des missiles de croisière et des missiles antinavires, ainsi que des supports de système de défense avancé. Les travaux préliminaires comprennent la suppression de quatre des dix canons de 5 pouces pour faire place à des Armored Box Launcher nécessaires pour transporter et lancer les missiles BGM-109 Tomahawk,. Il est un temps envisagé d’installer des missiles RIM-7 Sea Sparrow ; cependant, on conclut que le système pourrait ne pas résister aux effets de surpression lors des tirs des batteries principales de 16 pouces,.
Lors de la réactivation et de la modernisation des quatre cuirassés de classe Iowa dans les années 1980, la marine envisage pour le seul New Jersey la suppression d'une de ses trois tourelles principales. En effet, lors des études préliminaires, l’United States Navy propose la suppression de la tourelle no 3 située à l’arrière de la superstructure afin de laisser place à de nouvelles installations. La réflexion balance entre un système de lancement vertical capable d’accueillir 48 missiles Tomahawk ou Harpoon supplémentaires ou l’utilisation de l’espace supplémentaire afin d’agrandir le pont d’envol et accueillir des aéronefs à décollage vertical du type VTOL ou V/STOL. Cependant, ces idées sont finalement abandonnées et le New Jersey conserve finalement sa tourelle no 3.

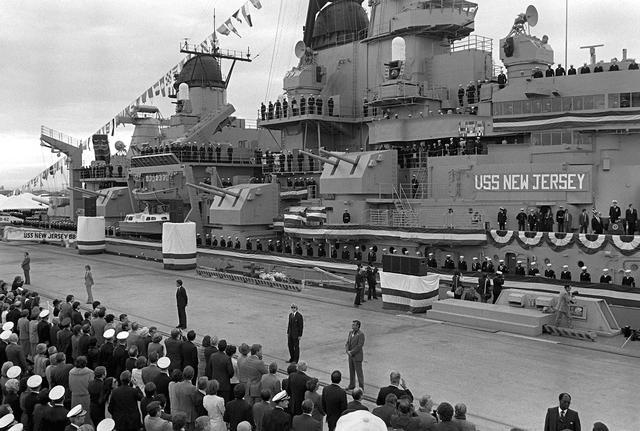
Cérémonie de mise en service du New Jersey, le 28 décembre 1982.

Au cours des mois suivants, le navire est modernisé avec les armes les plus avancées disponibles. Parmi les nouveaux systèmes d'armes installés, on trouve quatre MK 141 quad cell launchers pour 16 missiles anti-navires AGM-84 Harpoon, huit Armored Box Launcher (ABL) montées avec 32 missiles BGM-109 Tomahawk et quatre close-in weapon system Phalanx CIWS pour assurer la défense contre les missiles anti-navires et avions ennemis,,. Le New Jersey accueille également huit drones RQ-2 Pioneer en remplacement des hélicoptères utilisés précédemment pour repérer les cibles des canons de seize pouces. On modernise également les systèmes radars, les systèmes de conduite de tir des canons et missiles ainsi que les capacités de guerre électronique.

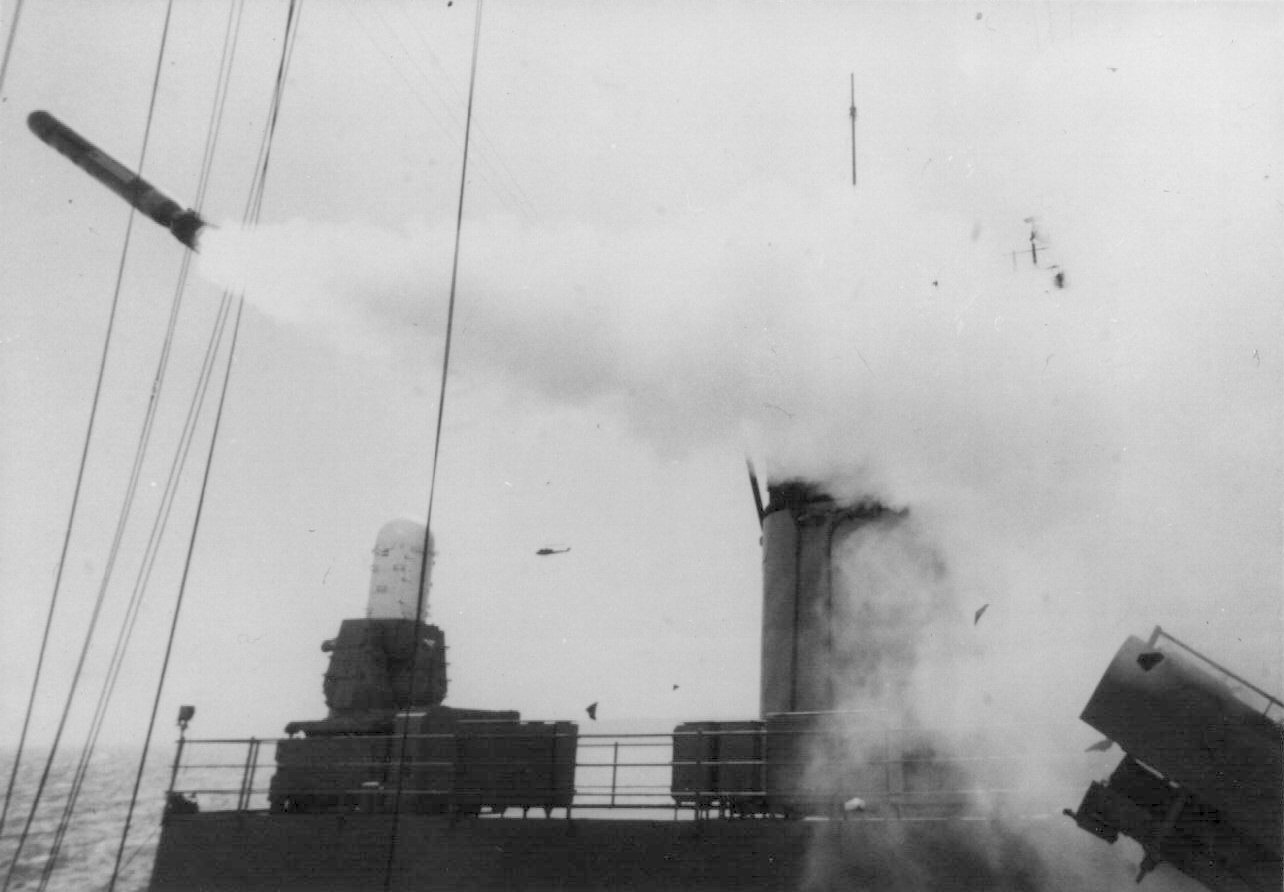
Tir d'essai en 1982 d'un BGM-109 Tomahawk depuis le New Jersey. Ce cuirassé est le premier navire de surface à pouvoir utiliser ce missile de croisière.

Parce que le New Jersey a déjà été rappelé pour le service lors de la guerre du Viêt Nam, les opérations de modernisation diffèrent de celles de ses sisterships Iowa. En effet, lors de sa réactivation en 1967, on lui a déjà retiré ses canons antiaériens de 20 mm Oerlikon et 40 mm Bofors, et amélioré ses capacités de guerre électronique. Ces modifications précédentes permettent de réduire significativement le temps de remise en service et le seul changement majeur sur la structure lors de la réactivation de 1982 concerne le démontage de quatre de ses dix canons de cinq pouces pour faire place aux Armored Box Launcher,. En plus du temps gagné, cela rend l'opération beaucoup moins onéreuse puisque le coût nécessaire pour moderniser le cuirassé ne comprend en fin de compte qu'essentiellement l'ajout de systèmes d'armes et d'une électronique modernisés,,.
Le système de missiles Tomahawk n’entrant en service opérationnel qu’en 1983, il n’est encore disponible qu’en présérie lors de son adoption par la marine pour la modernisation du New Jersey. Et comme il n'avait pas été prévu à l'origine de l'en équiper, la Marine décide de détourner les systèmes actifs prévus pour deux destroyers de classe Spruance afin d'installer les lanceurs Tomahawk nécessaires permettant à ce cuirassé de devenir le premier navire de surface à utiliser ce missile de croisière lors d'essais en 1982. De même, deux systèmes de lancement Harpoon sont détournés de leur installation prévue sur deux destroyers lance missiles de classe Farragut pour permettre leur l'installation sur le New Jersey.
Le 28 décembre 1982, le New Jersey est officiellement affecté à Long Beach, en Californie, son nouveau port d'attache. La remise en service du New Jersey marque le retour des derniers cuirassés au monde après une absence de 13 ans sur les océans de la planète,. Le cuirassé part ensuite pour une croisière de plusieurs mois dans le Pacifique, avec des escales prévues à Pearl Harbor, Manille, Singapour et en Thaïlande. Après avoir passé près de trois mois au large des côtes de l'Amérique centrale, il est envoyé au Liban.

## Guerre du Liban (1983-1984)

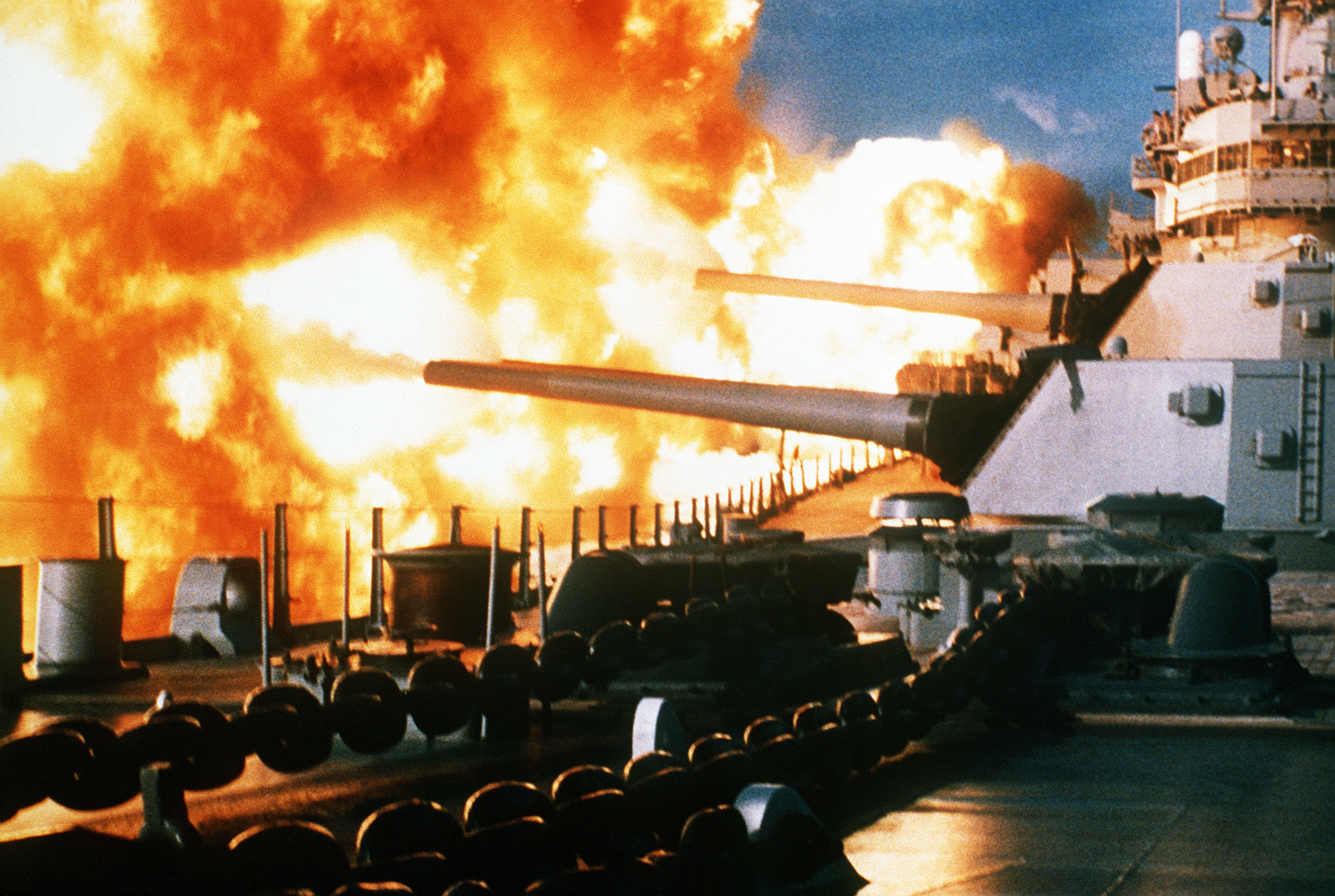
le New Jersey au large de la côte de Beyrouth, ouvre le feu sur les positions ennemies le 9 janvier 1984.

En 1983, une sanglante guerre civile fait toujours rage au Liban. Afin de mettre fin à ce violent conflit, une force multinationale de maintien de la paix composée en grande partie des forces américaines, italiennes, britanniques et françaises est créée et envoyée dans la région. Dans le cadre de cette force multinationale, les États-Unis constituent un corps expéditionnaire composé de membres du Corps des Marines des États-Unis et d’éléments de la Sixième flotte des États-Unis qui opère en mer Méditerranée.
Le 18 avril 1983, lors de l'attaque contre l'ambassade américaine à Beyrouth, une camionnette transportant une charge de 2000 livres d'explosifs explose devant le bâtiment, tuant 63 personnes. En août 1983, Israël retire ses Forces de défense du district du Chouf (sud-est de Beyrouth), éliminant ainsi le tampon entre les milices Druzes et les milices chrétiennes ce qui déclenche une série de violents combats. Ce même mois, les miliciens commencent à bombarder les positions des marines Américains près de l'aéroport international de Beyrouth avec des tirs de mortier et de roquettes alors que l'armée libanaise combat les forces druzes et chiites dans la banlieue sud à Beyrouth. Le 29 août 1983, deux Marines sont tués et quatorze blessés, et dans les mois qui ont suivi, les Marines subissent des attaques quasi quotidiennes par de l'artillerie, des mortiers, des roquettes ou des tirs d'armes légères. Après ces multiples attaques, les Marines commencent à répondre. L'administration Reagan décide alors de dépêcher l'USS New Jersey, une décision applaudie par les Marines.
Le 16 septembre 1983, les forces druzes se massent aux portes de Souk El Gharb, un village défendu par l'armée libanaise. Suk El Gharb est un village avec une importance stratégique. En effet, les milices en provenance du sud doivent traverser Suk El Gharb sur la route Beyrouth - Aley. En outre, Suk El Gharb contrôle une crête qui donne sur Yarzé Baabda, où se situe le ministère de la Défense et Beyrouth Est. De cette crête, les artilleurs de la milice peuvent frapper directement la zone avec de l'artillerie. Les navires de guerre de la marine américaine bombardent alors les positions druzes afin d'aider l'armée libanaise à tenir la ville Suk El Gharb jusqu'au cessez-le-feu du 25 septembre, alors que le cuirassé New Jersey entre en scène. L'arrivée du New Jersey est l'un des facteurs qui contribuent à une réduction significative du nombre d'attaques contre les troupes américaines.
Le 28 novembre, après les attentats du 23 octobre 1983 à Beyrouth, le gouvernement américain annonce que le New Jersey sera maintenu au large de Beyrouth, bien que son équipage doit être relevé. Le 14 décembre, le New Jersey tire onze obus avec ses canons de 406 mm/50 calibres Mark 7 sur des positions ennemies à l'intérieur même de Beyrouth. Ce sont les premiers obus de 16 pouces tirés en condition de guerre depuis le retrait du New Jersey du Viêt Nam en 1969. Ce bombardement est une réponse directe aux attaques sur des avions de reconnaissance américains par des batteries antiaériennes syriennes/druzes.

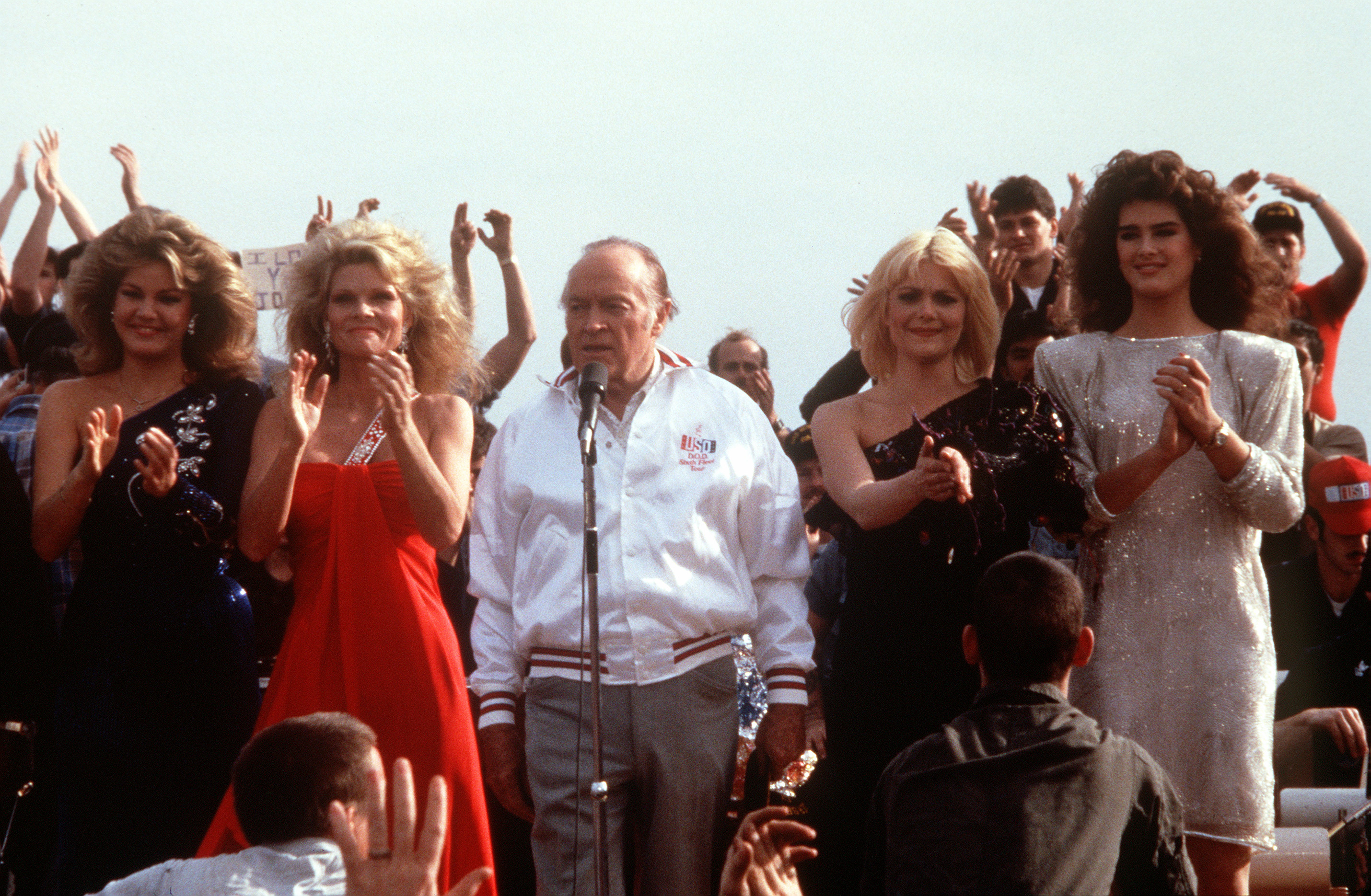
Les artistes à la veille de Noël 1983 pour un show organisé par l'United Service Organizations montent à bord du New Jersey. De gauche à droite : en, Cathy Lee Crosby, Bob Hope, Ann Jillian and Brooke Shields.

Poursuivant une tradition datant de la Seconde Guerre mondiale de passer Noël avec les forces américaines à l'étranger, Bob Hope et sa troupe d'artistes donnent un spectacle à bord du New Jersey le 24 décembre 1983. Quatre cents Marines stationnés à Beyrouth assistent à ce dernier.
Le 8 février 1984, le New Jersey tire près de 300 obus sur les positions druzes et chiites dans les collines, surplombant Beyrouth. Quelque 30 de ces projectiles pleuvent sur un poste de commandement syrien dans la vallée de la Bekaa à l'est de Beyrouth, tuant le général commandant les forces syriennes au Liban et plusieurs autres officiers supérieurs. Cette frappe est le plus lourd bombardement côtier depuis la guerre de Corée.
Bien que lors de l'intervention au Liban, le New Jersey effectue son travail de manière expérimenté, certains critiquent la décision de bombarder les forces Druzes et syriennes, alléguant que cette action est une rupture de la neutralité américaine dans le conflit. Et les obus tirés par le New Jersey ont entrainé la mort de plusieurs centaines de Libanais et principalement des chiites et des druzes. Cette action est perçue par les musulmans libanais comme une prise de position des Américains pour les chrétiens,,. Dans ses mémoires, le général Colin Powell (à l'époque assistant du secrétaire à la Défense Caspar Weinberger) note que: « ...lorsque les obus ont commencé à tomber sur les chiites, ils ont supposé que l'arbitre américain avait pris parti contre eux ».
La précision des tirs du New Jersey  a également été remise en question. Une enquête sur l'efficacité des frappes du New Jersey au Liban, dirigé par le colonel des marines Don Price, conclut qu'un grand nombre des obus ont manqué leurs cibles de près de 10 000 mètres, ce qui implique que des civils peuvent donc avoir été tués par inadvertance. Tim McNulty, correspondant du Chicago Tribune, basé au Liban, a déclaré que tout le monde aimait le New Jersey avant qu'il ne commence à bombarder,. L'imprécision des frappes est sans doute la conséquence d’un problème de poudre. En effet, la poudre principale du navire avait été remixée et reconditionnée par la Marine, sous la direction du capitaine Joseph Dominick Miceli au Naval Surface Warfare Center Crane Division (en) alors que certains des lots de poudre ne brûlaient pas à la même température. Par conséquent, remixer les lots de poudre pouvait causer un fonctionnement incohérent des canons. Le problème a été résolu par la marine qui réussit à localiser un stock de poudre supplémentaire qui n'avait pas été remixé.

## Derniers déploiements

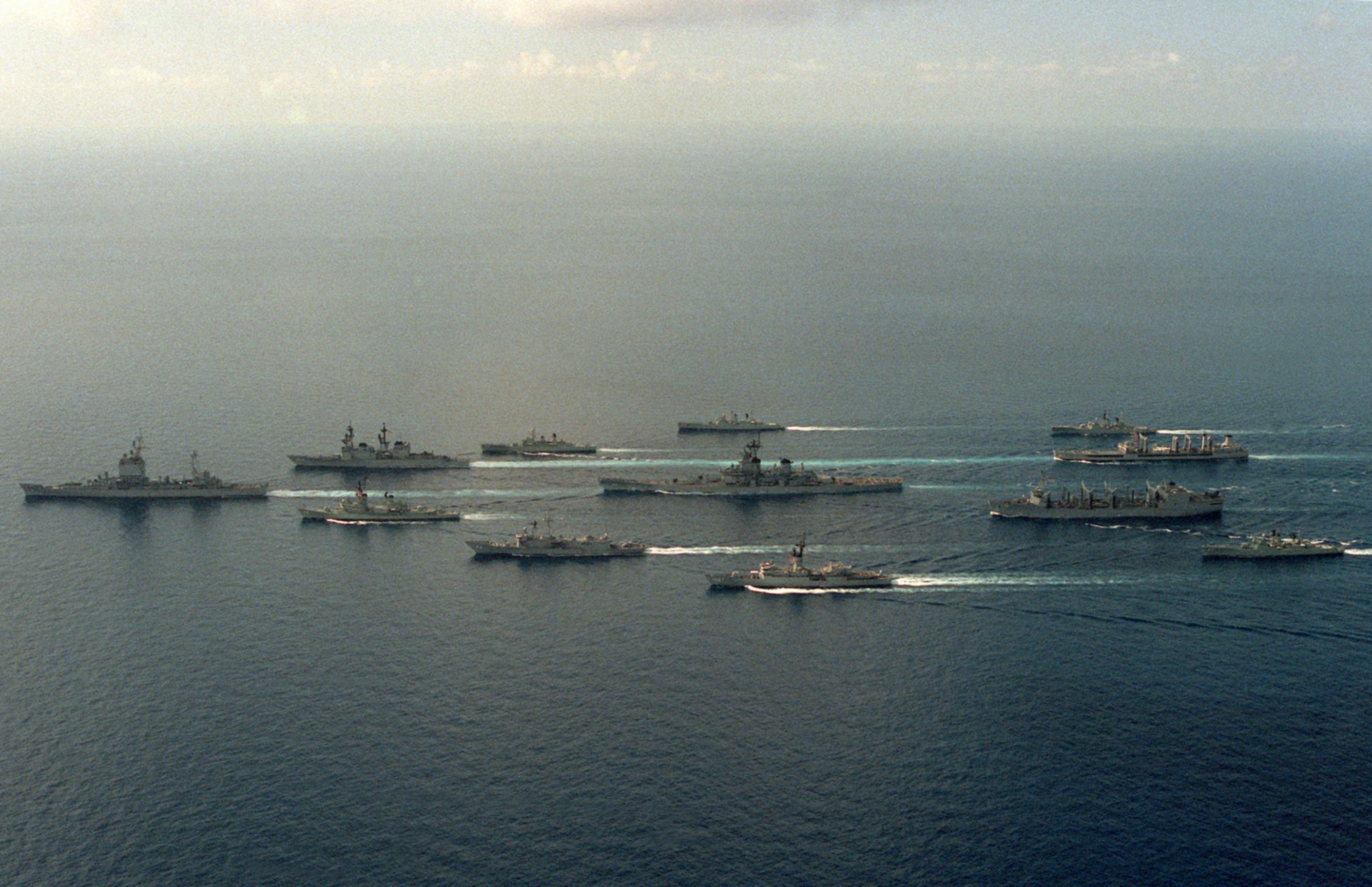
Le Battle Group du New Jersey, le 1er juillet 1986.

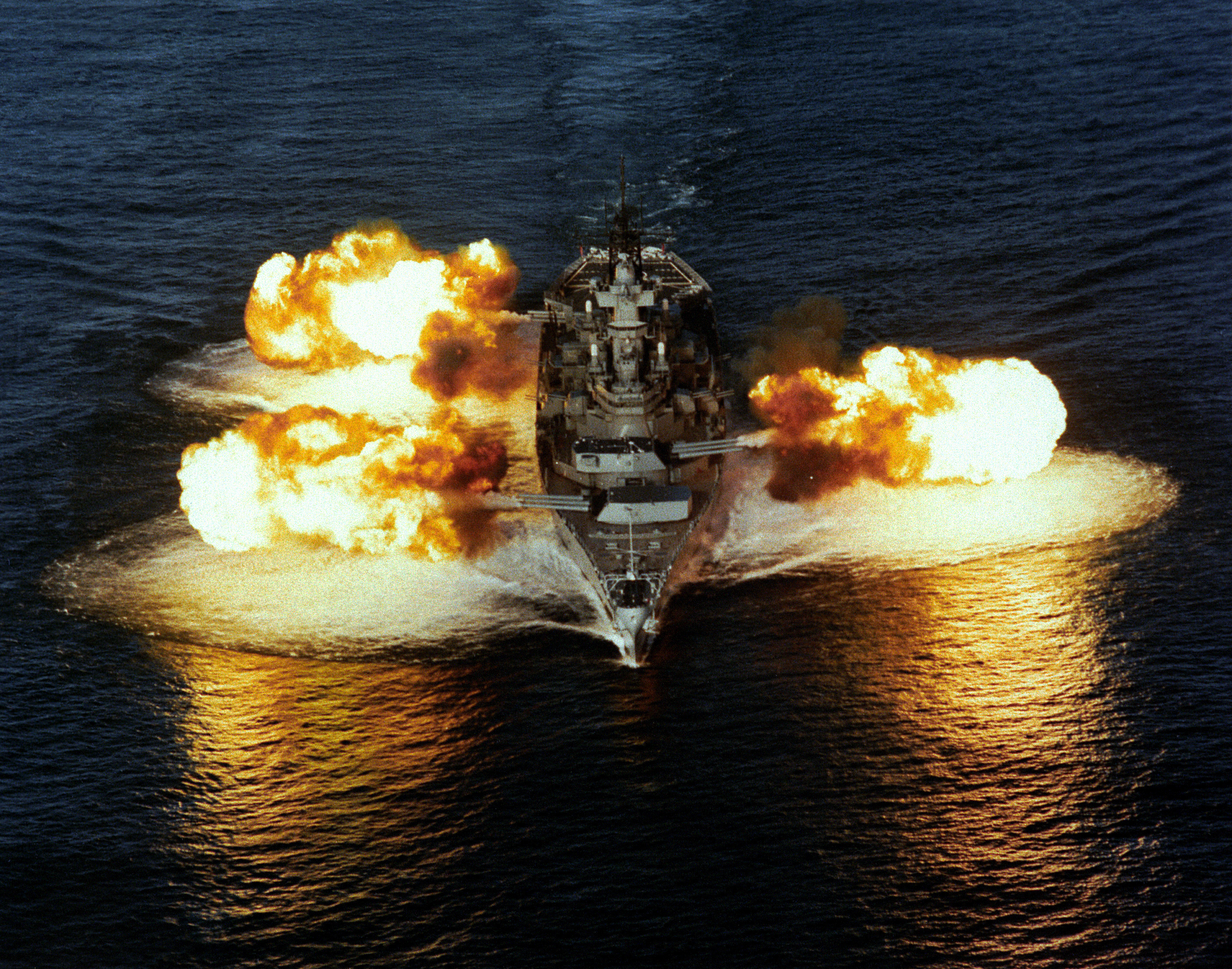
Le New Jersey fait feu avec l'ensemble de ses batteries principales le 30 décembre 1986.

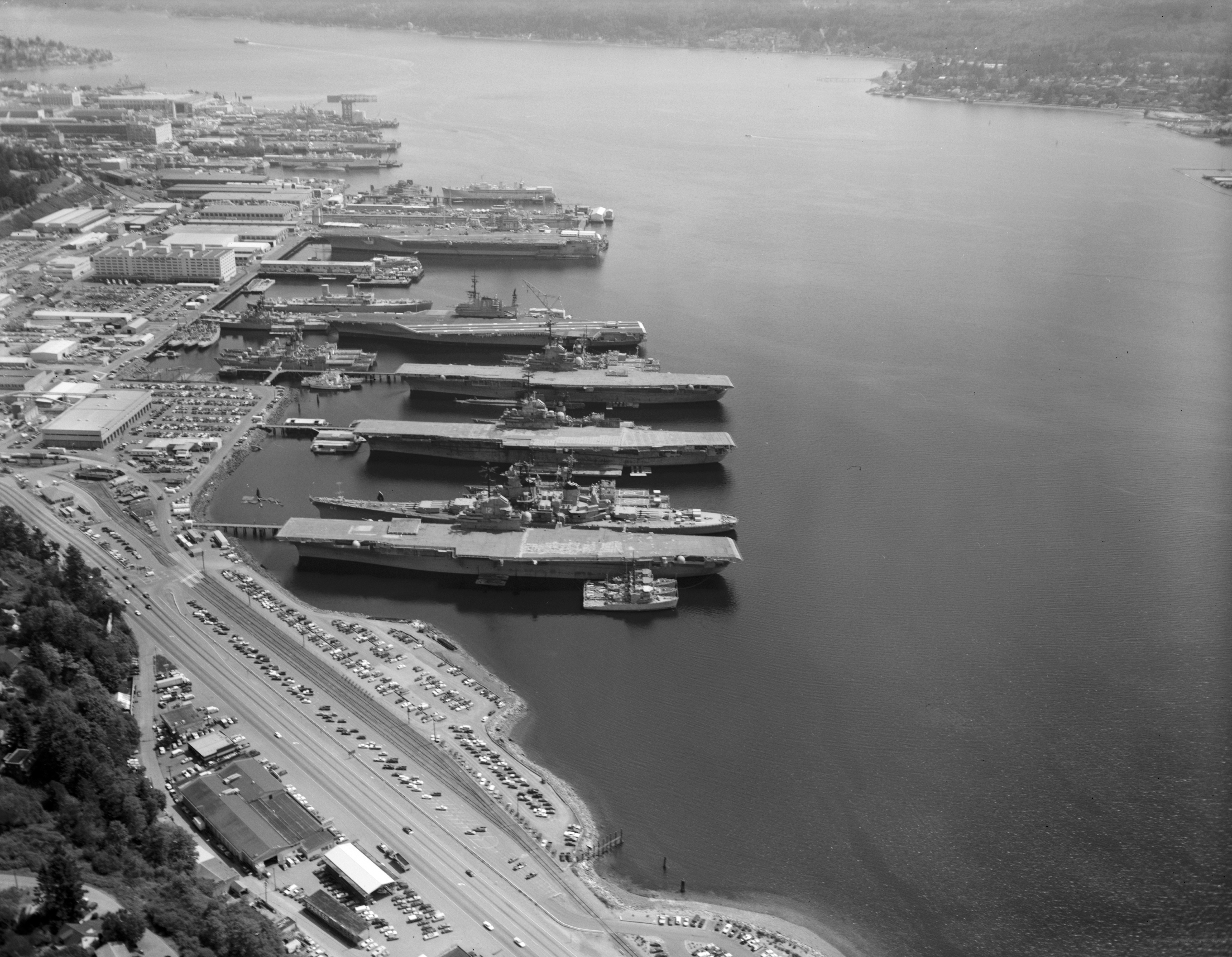
Le New Jersey dans la flotte de réserve au Puget Sound en 1992.

En 1986, le New Jersey effectue un nouveau déploiement dans le cadre de la Flotte du Pacifique et comme pièce maîtresse de son propre groupe de combat. C’est la première fois que le New Jersey a le contrôle opérationnel de son propre groupe de combat depuis la guerre de Corée. De mai à octobre 1986, le cuirassé croise entre Hawaï et la Thaïlande, libérant les porte-avions américains pour d'autres missions et marquant la seule présence navale américaine majeure dans la région. Bien qu’à la tête de son propre Battle Group, le New Jersey fait tout de même, un temps voile avec les porte-avions USS Ranger (CV-61) et USS Constellation (CV-64) et la frégate USS Thach (FFG-43).
Selon un journal de bord déclassifié du navire, lors de son transit à travers la mer d'Okhotsk, les 27 et 28 septembre 1986, le cuirassé a été survolé à basse altitude par des bombardiers Tupolev Tu-16 et Tupolev Tu-95, un hélicoptère Kamov Ka-25, et un avion de patrouille maritime Iliouchine Il-38. Un croiseur de classe Kara et deux corvettes de classe Grisha ont également suivis les navires américains. C’est selon le journal de bord, la première fois qu’un cuirassé américain opère dans le pré carré de la marine soviétique.
Après une période de révision au Long Beach Naval Shipyard qui dure jusqu’en 1988, le New Jersey effectue une nouvelle rotation dans l'océan Pacifique, mais cette fois intégré dans un Battle Group et non plus à sa tête. Le cuirassé sert au large des côtes de la Corée pour les Jeux olympiques d'été de 1988 à Séoul en Corée du Sud, puis part pour l'Australie afin de participer aux célébrations du bicentenaire du pays (Australian Bicentenary (en)).
En avril 1989, le New Jersey se préparait pour sa dernière croisière opérationnelle, lorsque son navire jumeau l'USS Iowa (BB-61) subi une explosion catastrophique de sa tourelle no 2. Cet accident conduit les responsables de la marine américaine à geler les exercices de tir réel tant que l'enquête sur l'explosion n'est pas conclue. Finalement, l'interdiction est levée et le New Jersey est à nouveau autorisé à utiliser ses canons.
La croisière finale du New Jersey débute, en 1989, dans le cadre de Pacific exercice'89 (PACEX '89). À la fin de l'exercice, le cuirassé conclut sa rotation à travers l'océan Indien et le golfe Persique comme pièce maîtresse d’un Battle Group de surface. Le New Jersey demeure dans le golfe Persique jusqu’à la fin de l'année avant de retourner aux États-Unis en février de 1990.

## Flotte de réserve et navire-musée

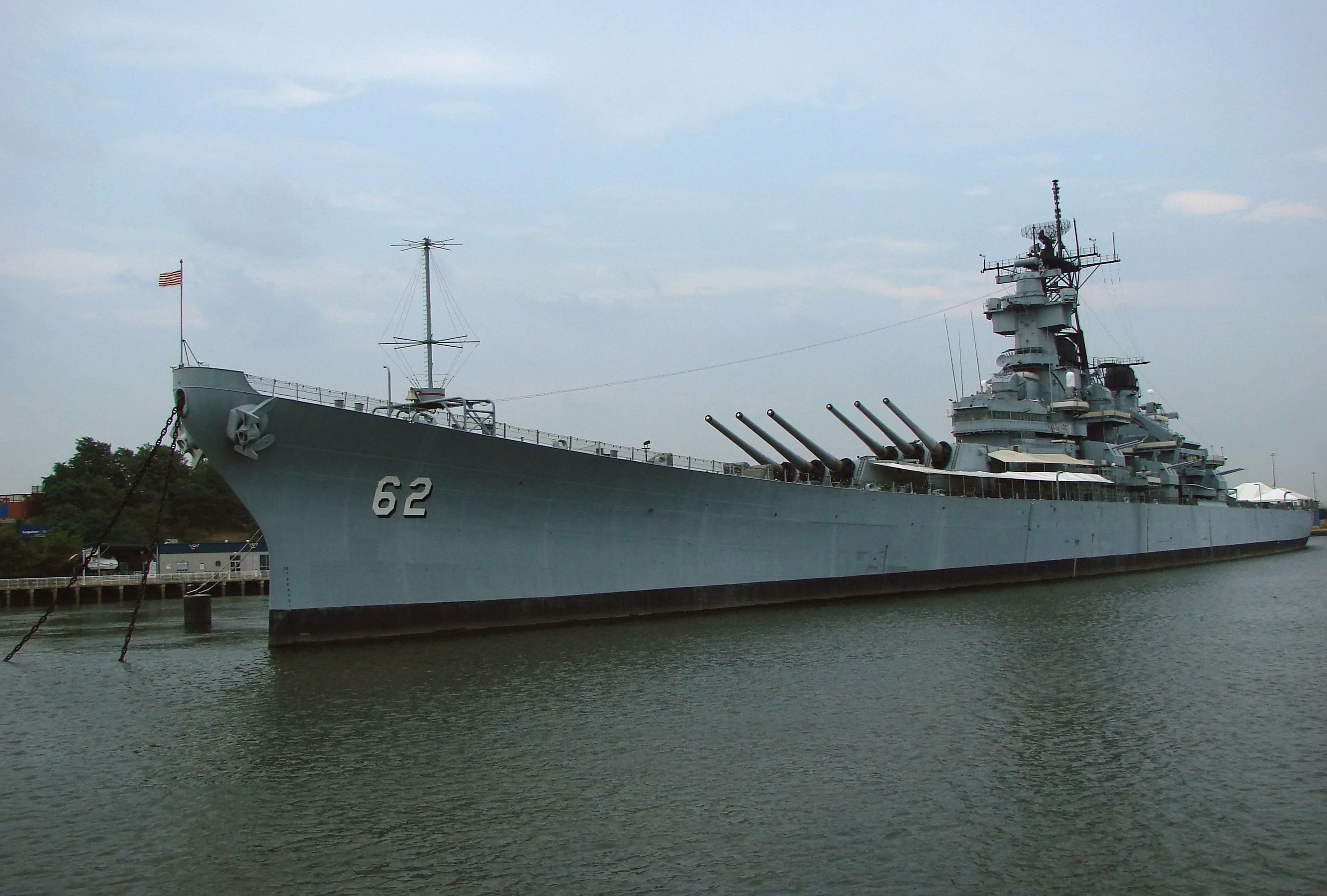
L'USS New Jersey à quai à Camdem en 2008.

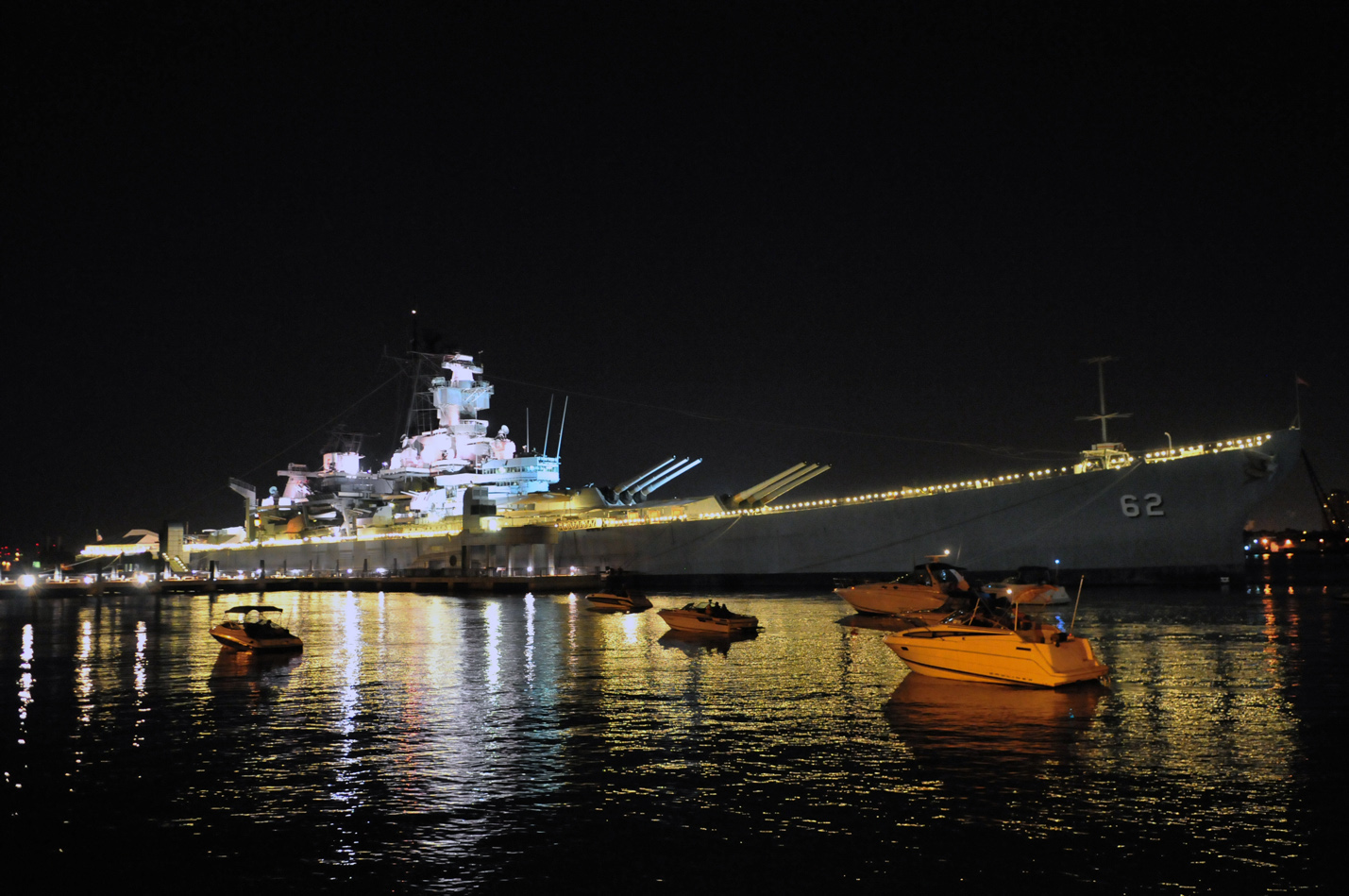
L'USS New Jersey de nuit en 2010.

Avec l'effondrement de l'Union des républiques socialistes soviétiques au début des années 1990, les États-Unis effectuent des coupes drastiques dans le budget de la défense et le coût du maintien des cuirassés dans la flotte active est considéré trop élevé. Par conséquent, le New Jersey est désarmé pour la dernière fois au chantier naval de Long Beach, en Californie, le 8 février 1991 après un total de 20 années passées en service actif (plus que n'importe lequel des cuirassés de classe Iowa). Il ne participe donc pas à la guerre du Golfe et à l'opération Tempête du désert commencée le 15 janvier 1991, qui voit la dernière participation des cuirassés, les USS Missouri (BB-63) et USS Wisconsin (BB-64), à un conflit militaire. Après son démantèlement, le New Jersey est remorqué à Bremerton dans l'état de Washington, où il reste en réserve jusqu'à sa suppression du Naval Vessel Register en janvier 1995.
Cependant, la section 1011 du National Defense Authorization Act de 1996 exige de la Marine des États-Unis qu'elle rétablisse dans le Naval Vessel Register deux cuirassés de classe Iowa qui avaient été rayés de la Marine en 1995. Ces navires doivent être maintenus dans la flotte de réserve de la marine américaine et la Marine doit s'assurer que les deux cuirassés réintégrés sont en bon état et peuvent être réactivés à tout moment. En raison de l'explosion de la tourelle numéro 2 de l'USS Iowa, la Marine choisit le New Jersey dont le maintien dans la flotte de réserve est évalué comme moins coûteux. Le New Jersey ainsi que le Wisconsin sont donc réintégrés dans le Naval Vessel Register et replacés dans la flotte de réserve.
Le New Jersey demeure ainsi dans la flotte de réserve jusqu’au National Defense Authorization Act de Strom Thurmond passé par le Congrès américain le 18 octobre 1998. La section 1011 exige du secrétaire à la Marine des États-Unis le maintien de l'USS Iowa et de l'USS Wisconsin sur le Naval Vessel Register, tandis que Section 1012 demande au secrétaire de la Marine de retirer le New Jersey du Naval Vessel Register et de le transformer en une entité à but non lucratif conformément à l'article 7306 du Titre 10 du code des États-Unis (en). La section 1012 requiert également le maintien du cuirassé dans l’État du New Jersey. La Marine effectue le transfert en janvier 1999 et, le 12 septembre, le New Jersey est remorqué par le Sea Victory de Bremerton à Philadelphie où sont effectués les travaux de restauration pour en faire un musée flottant.
Au total, deux demandes concurrentes pour le cuirassé sont déposées, l'une par le USS New Jersey Battleship Commission of Bayonne, New Jersey, et l’autre par le Home Port Alliance of Camden, New Jersey. Les deux projets ont élaboré un plan global pour exploiter et entretenir le cuirassé comme musée. Après un examen de deux plans, la Marine a finalement choisi le Home Port Alliance comme lieu de repos du cuirassé. Le secrétaire de la Marine, Richard Danzig a fait l'annonce le 20 janvier 2000 et le 15 octobre de cette même année, le New Jersey est arrivé sur le Camden Waterfront (en).
Peu de temps après son arrivée à Camdem, le New Jersey est ouvert au public et commence officiellement sa nouvelle carrière comme musée flottant sous le nom de Battleship New Jersey Museum and Memorial. Le musée offre des visites autoguidées, des visites guidées de groupe et des campements de nuit. Les campements de nuit, généralement au profit d’organisation Scouts, offrent la possibilité de dormir et manger dans les couchettes et postes d'équipage d’époque. Au début de 2012, à la suite de problèmes de financement du musée, un débat naît sur la possibilité de transférer le New Jersey dans le parc d'État Liberty.
Le New Jersey est inscrit sur plusieurs registres historiques. En 1997, alors que le navire était toujours dans la flotte de réserve, la Commission de révision de l'État du New Jersey pour les lieux historiques (New Jersey State Review Board for Historic Sites) recommande l’inscription du navire au registre des lieux patrimoniaux du New Jersey en cas de transfert du cuirassé dans l’État du New Jersey. En 2004, l'État du New Jersey inscrit officiellement le cuirassé comme lieu historique. La même année, le 17 septembre, le New Jersey est officiellement ajouté sur le Registre national des lieux historiques,.

## Récompenses
Parmi les distinctions reçues par le New Jersey, on note la Navy Unit Commendation pour son service au Viêt Nam, la Philippine Republic Presidential Unit Citation de la République des Philippines, et la Republic of Korea Presidential Unit Citation de la République de Corée. Il a reçu en tout neuf battle star pour son service lors de la Seconde Guerre mondiale, quatre pour son service dans la guerre de Corée, deux pour son service dans la guerre du Viêt Nam, et quatre pour son service au Liban et dans la région du golfe Persique. En raison de ses états de service exceptionnels pour un navire, le New Jersey a la distinction supplémentaire d'être le cuirassé le plus décoré de l'histoire des États-Unis.
- World War II Victory Medal
- Combat Action Ribbon (avec 1 award star (en))
- National Defense Service Medal (avec 2 service stars)
- Asiatic-Pacific Campaign Medal (avec 9 service stars)
- Philippine Liberation Medal (avec 2 service stars)
- Philippine Republic Presidential Unit Citation
- American Campaign Medal
- Korean Service Medal (avec 4 service stars)
- United Nations Korea Medal
- Republic of Korea Presidential Unit Citation
- Navy Expeditionary Medal
- Armed Forces Expeditionary Medal (avec 1 service star)
- Vietnam Service Medal (avec 3 service stars)
- Vietnam Campaign Medal
- Gallantry Cross (Vietnam) (en)
- China Service Medal
- Navy Occupation Service Medal
- Navy Unit Commendation (avec 1 service star)
- Navy E Ribbon (avec 2 Battle E devices)
- Sea Service Ribbon (avec 3 service stars)